# Gaule
Pour les articles homonymes, voir Gaule (homonymie).

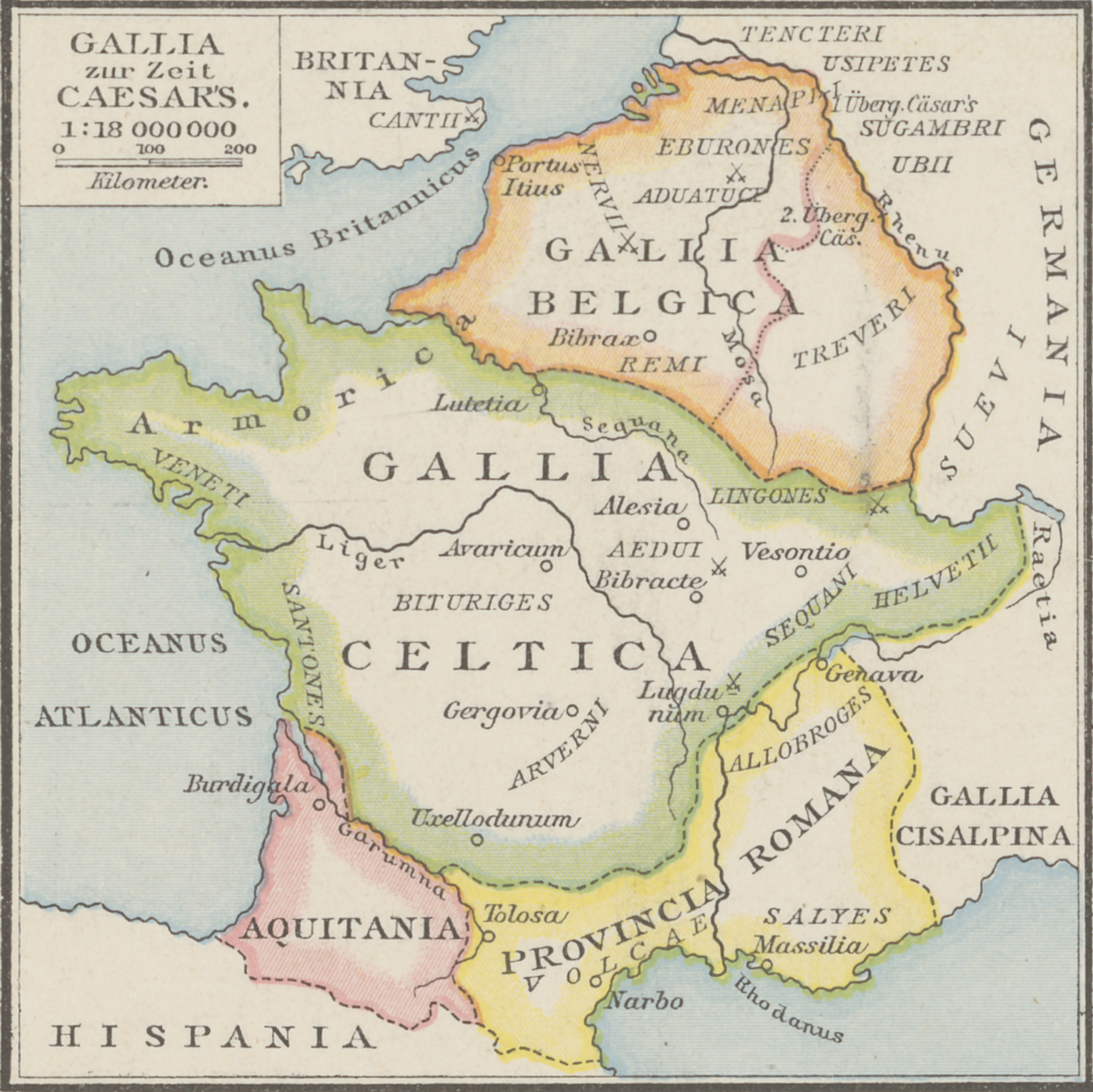
Carte de la Gaule avant la Guerre des Gaules selon l'interprétation de Gustav Droysen (1886) d'après les peuples définis par Posidonios d'Apamée et Jules César : les Belges (en orange), les Aquitains (en rouge), la Gaule celtique (en vert) et la Gaule narbonnaise (en jaune).

La Gaule (en latin : Gallia) était une région historique de l'Europe de l'Ouest, peuplée majoritairement lors de la conquête romaine, par les Celtes (appelés Gaulois par les Romains), les Belges, les Aquitains, les Ligures et les Ibères, correspondant approximativement actuellement à la France, le Luxembourg, la Belgique, la majeure partie de la Suisse, le nord de l'Italie, ainsi que des régions des Pays-Bas et d'Allemagne situées sur la rive ouest du Rhin. Les frontières exactes de la Gaule, signalées par César (le Rhin et une partie du Rhône à l'est, les Alpes au sud, les Pyrénées au sud-ouest, l'Atlantique à l'ouest), ont varié au fil du temps en raison des conquêtes, des migrations, des changements politiques et de la conception des Gaulois d'un espace qui leur était commun,.
Le pluriel s'emploie dans l'expression « Guerre des Gaules » de Jules César : la Gaule belgique (Gallia Belgica en latin), aussi écrite « Gaule Belgique », la Gaule aquitaine, la Gaule lyonnaise et la Gaule narbonnaise sont les quatre provinces créées par Auguste au début de son principat à partir des conquêtes effectuées par Jules César en Gaule entre 58 et 51/50 av. J.-C. Cependant, "la Gaule" au singulier est une pure invention de César voulant que sa conquête soit perçue comme un ensemble homogène.
Archéologiquement, les Gaulois étaient porteurs des cultures de Hallstatt (en partie) et de la Tène, qui s'étendaient à travers toute la Gaule, ainsi qu'à l'est de la Rhétie, le Norique, la Pannonie et le sud-ouest de la Germanie du Ve siècle av. J.-C. au Ier siècle av. J.-C. La Gaule tomba sous domination romaine au cours d'une période allant du IIe siècle av. J.-C. au Ier siècle av. J.-C. : la Gaule Cisalpine fut conquise en -203 et la Gaule narbonnaise en -123. La Gaule fut envahie après -120 par les Cimbres et les Teutons, qui furent à leur tour vaincus par les Romains en -103. Jules César conquit finalement les parties restantes de la Gaule (qu'il considère comme divisée en trois parties : Gallia Celtica, Belgica et Aquitania) dans ses campagnes de -58 à -51. Quant à l'Aquitaine césarienne, elle se différencie du reste de la Gaule par son assise linguistique basque-aquitaine.
La Gaule romaine a duré au moins jusqu'à ce que le dernier État croupion romain, le domaine de Soissons, ne tombe aux mains des Francs en 486, et éventuellement jusqu'au Traité de Verdun en 843, date à laquelle on évoque pour la première fois la Francie occidentale qui deviendra plus tard la France. Alors que les Gaulois celtiques avaient perdu leurs identités et leurs langues originelles depuis les conquêtes romaines et ensuite durant l'Antiquité tardive, devenant progressivement et relativement amalgamés en une culture gallo-romaine, Gallia est resté le nom conventionnel du territoire tout au long du haut Moyen Âge, jusqu'à ce que la Gaule Belgique acquière une nouvelle identité en tant que royaume de France capétien dans la haute période médiévale. De nos jours, Gallia reste un nom de la France dans le grec moderne (Γαλλία) et le latin moderne (à côté des alternatives Francia et Francogallia).

## Étymologie

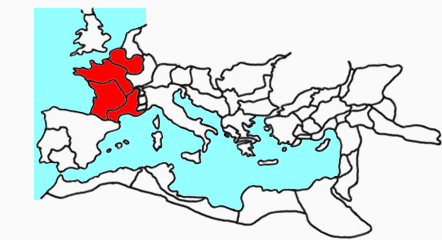
Situation de la Gaule dans l'Empire romain.

Les auteurs latins utilisent déjà le nom de Gallia (« Gaule ») et celui de Galli (« Gaulois »), pluriel de Gallus, pour désigner les Celtes installés en Gaule et en Galatie occidentale, « Γαλατία » en grec.
Le nom de Gallia est attesté pour la première fois chez Porcius Caton vers 168 av. J.-C., mais son emploi est très probablement beaucoup plus ancien. Il servait d'abord à désigner les peuples celtes qui avaient colonisé la plaine du Pô nommée par la suite Gaule cisalpine. Cependant, c'est seulement avec les Commentaires sur la Guerre des Gaules, de Jules César, que ces concepts vont se diffuser largement, le proconsul romain taillant dans la civilisation celtique une unité géographique arbitraire correspondant aux limites de sa conquête de la Gaule.
Au Moyen Âge, l'historien Richer de Reims donne une étymologie pittoresque au nom propre Gaule dans ses Historiae : « j'ai jugé à propos de n'indiquer que les parties d'une seule partie de l'Europe, la Gaule. Son nom lui vient de la blancheur parce que ceux qui en sont originaires présentent la caractéristique d'un type très blanc ».
On ne connaît pas avec certitude l'étymologie du terme latin Gallia, mais il pourrait être lui-même un emprunt au celtique. Peut-être s'agit-il d'un type *galiā, d'un radical *gal-, qui devait désigner la force, terme restitué d'après le vieil irlandais gal « fureur guerrière », également radical du gallois gallu « pouvoir », breton galloud, de même sens. Les Galli seraient donc « les forts », « les puissants » ou « les furieux ». Le radical *gal- ou *gali- serait en outre à l'origine des mots français jaillir (< bas latin *galire) et gaillard.
Ce n'est qu'à la Renaissance que le nom latin Gallus est associé par analogie chez les érudits à son homonyme latin gallus « coq » (latin gallus > ancien français jal, jau « coq », l'étymologie de ce gallus-coq le faisant peut-être remonter à une racine signifiant « faire du bruit, chanter »). C'est pourquoi il est devenu l'animal emblématique de la France lors de la redécouverte de « nos ancêtres les Gaulois ».
Si les mots français Gaule et gaulois sont bien les traductions usuelles des mots latins Gallia, Gallus et Gallicus, il existe deux thèses pour leur étymologie. En effet, le passage apparemment évident de Gallia à Gaule présente deux difficultés : le G- initial dans le groupe /ga/ aurait dû subir une palatalisation selon les règles d'évolution du latin à la langue d’oïl (cf. gallus « coq » > ancien français jal « coq », forme régulière). C'est dire que Ga- aurait dû faire place à Ja- (sauf en normanno-picard). Ensuite, la palatalisation en [ʎ] de la latérale [l] (ou [ll]) suivie de yod aurait dû se produire (voir contexte général des consonnes suivies d'un yod), puis [ʎ] aurait dû se muer en [j] à partir du XVIIe siècle (cf. ALLIU> ail [aj]), d'où *Jail- (cf. jaillir ci-dessus), phénomène d'ailleurs attesté dans la toponymie française pour ces exemples précis, ainsi trouve-t-on : La Jaille-Yvon ([Yvo de] Gallia en 1052 - 1068) et le type toponymique Jailly (Nièvre, Côte-d'Or) de *GAL[L]IACU ou Jallais (Maine-et-Loire, Galiscus vers 1130).
Une première explication se base sur le terme par lequel les Germains désignaient des peuples non germaniques situés à l'ouest ou plus au sud, c'est-à-dire des Celtes ou des locuteurs de langue latine, à savoir *Walha « les Celtes » ou « les Romans » (cf. Walh et *walhisk > Waals « wallon » en néerlandais et welsch dans les dialectes allemands du sud et signifiant « roman(ophone), francophone, italien » et les noms anglais pour les territoires celtiques Wales et Cornwall),. C'est bien ainsi que le germanique *Walha est à l'origine de wallon et de Wales, Galles, gallois. Mais ceci n'explique pas bien l'ancienne diphtongue [au], qui est un développement régulier de [al] devant une consonne (cf. cheval ~ chevaux et latin alter> autre), car la consonne germanique h tend à disparaître rapidement en français, comme le montre le a conservé dans wallon et Galles, de même que dans le nom de famille Wallois présent dans le Pas-de-Calais, à la limite de la Flandre et de la zone romane, et également issu du francique *Walha. Cependant, *Walha a dû passer au stade *Wahla par métathèse, le h vélaire s'est vocalisé en u, comme dans l'exemple parallèle du mot saule issu de *salha. Il est possible que le toponyme Plaine des Vaulois à Saint-Ouen-le-Mauger (Seine-Maritime) ait cette origine car le w initial ([w]) est régulièrement passé à v ([v]) au XIIe siècle en normand septentrional.
Cependant Gallia n'a pas forcément été soumis à cette évolution du langage parlé car il a rapidement disparu du langage populaire pour être remplacé par Francia / Francie / France, remplacement initié dès les mérovingiens et bien achevé sous les carolingiens. Gallia n'est alors plus utilisé que dans les ouvrages savants ou littéraires pour faire référence aux temps de l'Empire romain, sous une forme qui finit par être francisée. Un des premiers exemples est celui de Wace à la fin du XIIe siècle dans le Roman de Rou et il éclaire bien le processus : Wace explique dans un passage que beaucoup de pays ont changé de nom et en cite une grande liste dans laquelle on trouve la « France » qui s'appelait auparavant « Gale », ainsi que « Gales » (le Pays de Galles) qui s'appelait auparavant « Cambrie » (Wace ne double donc ni le l de Galle, ni celui de Galles, ce qui lui est propre). Mais l'ancien nom de la France n'est pas Gale, mais Gallia, de même que l'ancien nom du Pays de Galles est Cambria et non Cambrie. Wace a donc francisé à sa manière les noms latins originels, sans que cela aboutisse à une forme palatalisée. En rétablissant le double l, Gallia est ainsi plus souvent francisé sous la forme Galle au XIIe siècle, tandis que Gaule est attesté dans des sources médiévales littéraires et historiques au milieu du XIIIe siècle, et apparaît issu de Galle, par vocalisation régulière du premier l (-al-> -au- devant une consonne).
Dans cette hypothèse, Gaule ne serait pas l'évolution d'un nouveau nom *Walha qui viendrait des Francs et dont on n'a aucune attestation, mais résulterait simplement de la francisation savante de Gallia, sur l'exemple de Wace dans le Roman de Rou. Cette francisation a néanmoins pris la forme Galle et non Gallie (cfr. Cambria > Cambrie, Germania > Germanie, etc.), ce qui est peut-être le résultat d'une influence du germanique *Walha.
Il existe d'autres exemples de non-palatalisation concernant des mots voisins, mais les raisons diffèrent. D'une part, l'évolution du latin nux gallica, la noix (dite gauloise), qui a donné l'ancien français nois gauge ; mais il s'agit probablement d'un mot d'origine picarde influencé phonétiquement par le germanique walh- (cf. néerlandais walnoot « noix » littéralement « des Gaules »), puisque l'on trouve également les formes gauke et dérivées gauguier, waukier « noyer ». D'autre part, le mot gaillard, attesté dès le XIIe siècle comme adjectif au sens de vigoureux, plein de vie offre un bon exemple de maintien du [g], ainsi que quelques toponymes comme Guilly (Indre) ou Guilly (Loiret, Galliacum en 900). Il serait issu du même radical gaulois *galia « force, bravoure » que le mot latin Gallia (voir ci-dessus). D'après le TLFI cependant « le maintien du g- [pour gaillard] peut s'expliquer par suppression dissimilatrice de la palatalisation au stade *gyalya; une infl. suppl. de gai n'est pas à écarter du point de vue sémantique ».

## Histoire

### Contexte historique

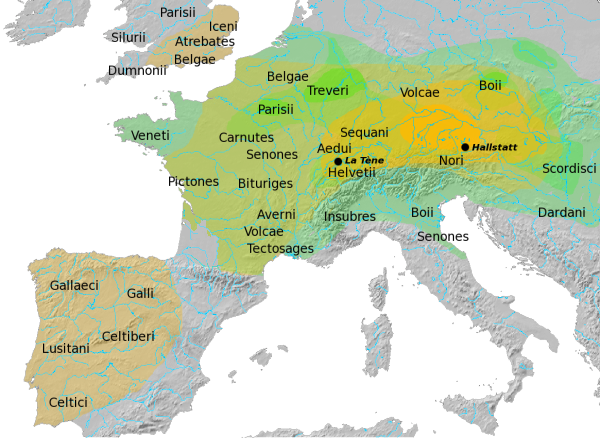
Vue générale des territoires de la civilisation de Hallstatt et de La Tène. Le berceau du Hallstatt (-800) est en jaune foncé, et les territoires sous son influence (-500) sont en jaune clair. Le berceau de La Tène (-450) est en vert foncé et les éventuels territoires sous son influence (-50) sont en vert clair. Les territoires de quelques tribus celtes importantes sont nommés.

À l'origine, les proto-Celtes ont pu peupler l'Europe centrale, venant de l'Est, en remontant la vallée du Danube. Pour les Celtes comme pour la plupart des autres populations ayant constitué l'Europe, il n'est pas possible, en l'état actuel des connaissances, de dater précisément le phénomène, faute de trace écrite. Le cas des Grecs, dont les premières traces écrites remontent au IIe millénaire av. J.-C., montre que ces phénomènes peuvent être anciens et complexes, avec plusieurs vagues de colonisation successives. Dans le cas des populations proto-celtiques, l'archéologie et la linguistique indiquent qu'elles ont dû commencer à se mettre en place dans le nord des Alpes et en Gaule au IIe millénaire av. J.-C..
Concernant les Cévennes, Isabelle Magos explique : « Progressivement, du VIIIe au IIe siècle, plusieurs peuplades se mettent en place, dominant la population existante sans pour autant l'éliminer : ce sont les Celtes. Aussi étrange que cela puisse paraître, c'est à eux que nous devons les divisions actuelles des départements puisque les frontières de leurs territoires respectifs furent fidèlement reconduites à travers les siècles par l'administration romaine, les premiers diocèses ecclésiastiques du IVe siècle et la Révolution ».
Dès la première moitié du Ier millénaire av. J.-C., des populations celtiques devaient constituer une partie importante de la population des différentes régions de la Gaule.
Les premières indications directes de présence des Celtes en Gaule sont données par les Grecs de Phocée, qui fondent pacifiquement la colonie Massalia vers -600, en accord avec la tribu locale des Ségobriges, un nom celtique signifiant « les puissants victorieux » (brige = puissant, sego = victoire, victorieux). Les Grecs développent les échanges avec les tribus indigènes et organisent bientôt, à partir de Massalia, un immense trafic commercial avec l'Europe du Nord, ce qui va être déterminant pour l'évolution future des populations de la Gaule.
On connaît également, par les témoignages écrits des Grecs et des Romains, d'importantes migrations vers l'Est, vers l'Italie et vers le Danube, au Ve siècle av. J.-C. et au IVe siècle av. J.-C., avec notamment le fameux épisode de la prise de Rome par les Gaulois au début du IVe siècle av. J.-C.
Vers -475 / -450, les territoires de la Gaule au début de La Tène (deuxième âge du fer) étaient englobés dans un vaste ensemble continental s'étendant de l'Atlantique jusqu'au Danube et étaient nommés « celtiques » par les premiers témoignages écrits dont nous disposons : ceux des Grecs (notamment Hérodote).

### Formation de puissances militaires gauloises
Jusqu'au IIIe siècle av. J.-C., les sources écrites relatives à la Gaule sont très lacunaires. La Gaule est d'abord perçue comme une région d'où les Boïens et Insubres effectuent des recrutements de mercenaires pour appuyer leurs conflits en Gaule cisalpine. Durant la deuxième guerre punique, l'armée d'Hannibal Barca traverse la Gaule pour rejoindre le Rhône où une rencontre avec différents chefs gaulois permets d'établir une alliance et lui autorisent le passage du fleuve. Ce sont les indications relatives à la seconde guerre punique qui permettent de confirmer que l'aire de la Gaule est l'objet de mouvements de populations dans la première moitié du IIIe siècle av. J.-C., jusqu'à l'extrémité occidentale et l'Atlantique. Ces mouvements et ces implantations renforcent ou forment des puissances militaires gauloises.

#### Installation d'élites militaires mobiles (IVe–IIIesiècleav. J.-C.)
Dès le Ve siècle av. J.-C., le sud-est de l'actuel Languedoc constitue un carrefour pour le marché du mercenariat carthaginois et est occupé par une population de souche ibérique. Hérodote mentionne des mercenaires celtes dans les environs de Narbonne à cette période. Au cours du IIIe siècle av. J.-C., trois formations gauloises sont identifiées : les Volques, les Avernes et les Allobroges. Ces trois nouvelles formations militaires gauloises ont comme élément fédérateur des formations militaires très mobiles recrutées à la fin du IVe siècle av. J.-C. dans d'autres régions du monde celtique afin de constituer des forces mercenaires ou intégrer des expéditions militaires comme la Grande Expédition.
Il est probable que l'installation et la migration des Volques à cet emplacement, au IIIe siècle av. J.-C., soit directement lié à leur activité de mercenariat. L'arrivée des Volques n'est pas explicite dans les textes, mais les objets laténiens d'origine danubienne dans le deuxième quart du IIIe siècle av. J.-C. attestent d'une occupation soudaine. L'étude d'une tombe d'Ensérune fournit également des informations supplémentaires sur l'origine de ce groupe puisque la tombe appartient à un guerrier ayant participé à la Grande Expédition en 280 av. J.-C. Le lien entre les Volques nouvellement installés et la Grande Expédition est également attesté dans les sources antiques comme chez Strabon.
L'implantation des Arvernes et Allobroges en Gaule n'est pas clairement déterminée dans les sources antiques. La documentation archéologique sur le territoire Arvernes indique une très faible occupation au IVe siècle av. J.-C. suivi d'un essor du peuplement dans la première partie du IIIe siècle av. J.-C.. L'émergence de ces deux groupes pourrait être également liée aux mouvements militaires mercenaires que l'on observe dans cette période. Polybe évoque une aire de recrutement située dans les Alpes et les bords du Rhône qui correspond avec les territoires des Allobroges. Des sépultures y apparaissent à cette période.
Le pouvoir des Arvernes, sur la rive gauche du Rhône, et des Allobroges, sur la rive droite, repose principalement sur la force militaire et le contrôle du trafic de l'étain vers Marseille. La circulation des monnaies d'or macédoniennes à l'éffigie de Philippe II ne commence que dans la première moitié du IIIe siècle av. J.-C. et se concentre dans ces deux territoires gaulois. Elle ne correspond pas au fruit de transactions commerciales, mais en lien à des expéditions militaires ou au mercenariat.

#### Helvètes
Le territoire des Helvètes est historiquement un important carrefour commercial et démographique celte dont l'occupation est continue depuis la seconde moitié du Ve siècle av. J.-C. Il se trouve au croisement de l'axe nord-sud reliant les groupes de la Gaule transalpine à l'Étrurie puis à la Gaule cisalpine, ainsi qu'au croisement de l'axe ouest-est allant de la Gaule et de l'Ibérie aux Carpates. Le territoire constitue donc un lieu de passage important lors des deux principaux mouvements militaires, ceux vers l'Italie à la fin du IVe siècle av. J.-C. et la Grande Expédition vers la Grèce et la Thrace au début du IIIe siècle av. J.-C. Pour cette raison, on observe de multiples influences d'origine danubienne dans les vestiges archéologiques comme à Münsingen et Saint-Sulpice. 
La vague migratoire provenant du Danube a des conséquences durables et provoque une restructuration du peuplement et donne naissance à un réseau de voies de communication et de ponts dans le territoire dans la seconde moitié du IIIe siècle av. J.-C. Certaines pratiques évoluent et s'arrêtent et tendent à suggérer une période d'instabilité liée à ces déplacements humains. Cette période de transition conduit à la formation d'une puissance militaire que Jules César nomme Helvètes deux siècles plus tard.

#### Gaule Belgique
Les données archéologiques des sites situés en Gaule belgique permettent de mieux retracer les périodes d'occupation. Un dépeuplement s'observe vers la fin du Ve siècle av. J.-C. notamment dans la région champenoise à l'exception de la région de Reims où l'occupation se préserve sans interruption. De nouveaux groupes s'installent dans la deuxième moitié du IVe siècle av. J.-C. en provenance de régions voisines, mais ils restent peu nombreux jusqu'à la fin du premier quart du IIIe siècle av. J.-C., au moment où la mobilité des populations s'accroît fortement.
Le repeuplement se fait par petits groupes originaires du milieu danubien. Leur arrivée provoque une restructuration des populations et une concentration de la démographie avoisinante afin de constituer une occupation stable et durable. Ces petits peuplements sont à l'origine du groupe qui sera par la suite nommé Belges et prendra place dans le nord de la Gaule. Les Rèmes constituent une exception et correspondent au groupe marnien initial dont la structure, la culture et les traditions sont restées très homogènes à ceux du premier peuplement du Ve siècle av. J.-C. Tous les autres peuples belges énumérés par Jules César ne peuvent être reliés archéologiquement au-delà de la première moitié du IIIe siècle av. J.-C. et sont considérées comme des implantations migratoires.
L'espace géographique attribué par Posidonios aux peuples belges contient un autre noyau de peuplements anciens qui, comme les Rèmes, ne connaissent pas de bouleversements significatifs durant la période laténienne. C'est le cas de plusieurs groupes situés en armorique dans lesquels certains sites possèdent une continuité d'habitat depuis le Ve siècle av. J.-C. jusqu'à la guerre des Gaules.

### La conquête des Gaules
Schématiquement, la conquête romaine de la Gaule fut réalisée en trois phases :
- la conquête de la Gaule cisalpine, comprenant la plaine cispadane et la transpadane (fin du IIIe siècle av. J.-C.), bientôt nommée « Gaule en toge » (gallia togata) ;
- la conquête de la Narbonnaise, c'est-à-dire le sud-est de la France et la vallée du Rhône (dernier tiers du IIe siècle av. J.-C.) après la bataille du confluent, nommée « Gaule en braie » (gallia bracata) par opposition à la Gaule cisalpine ;
- la conquête de la « Gaule chevelue » (gallia comata), c'est-à-dire du reste de la France, de la Belgique et du plateau suisse (milieu du Ier siècle avant l'ère chrétienne).

En 125 av. J.-C., Allobroges et Arvernes réagissent aux nouvelles implantations romaines et les affrontent à la bataille du confluent. Après cette défaite, le territoire des Allobroges est rattaché à la Gaule narbonnaise. Cette annexion permet de bloquer la voie principale de recrutement de mercenaires par la Gaule Transpadane, toujours indépendante, réduisant dès lors ses capacités militaires.
Lorsque César arrive en Gaule en -58, une partie du territoire est déjà aux mains des Romains : le sud de la Gaule, des Pyrénées orientales jusqu'au lac Léman, a été conquis entre les années -125 et -121 et transformé en province. Par ailleurs, le reste du territoire, appelé la Gaule chevelue, est déjà fortement romanisé sous l'action des échanges économiques et culturels ; seuls les peuples belges semblent rejeter toute influence romaine. 
La Cisalpine, intégrée à l'Italie sous la République, devint une extension de Rome, tandis que la Narbonnaise constitua une « province » romaine située hors d'Italie (le mot latin provincia, littéralement « vaincue précédemment », a donné le nom Provença en occitan, « Provence » en français).
Les noms « Gaule » et « Gaulois » restèrent quant à eux en usage pour désigner les provinces romaines s'étendant sur le reste de ces territoires (France, Belgique et plateau suisse actuels) et leurs habitants de culture romanisée (que l'archéologie et l'historiographie française désignent sous le néologisme de Gallo-Romains).
En -12, Auguste instaura la première « institution » supra-provinciale de l'Empire avec le « conseil des trois Gaules » (concilium trium Galliarum) réunissant chaque année les représentants des cités de la Gaule lyonnaise, de la Gaule aquitaine et de la Gaule belgique à Lugdunum pour célébrer le culte impérial. Il est probable que ce geste ne faisait que confirmer les liens anciens qui existaient entre les habitants de ces territoires. Ce sont ces liens, tissés de proche en proche, qui peuvent expliquer en définitive le caractère unitaire que laisse entrevoir, au-delà des disparités, la description de la Gaule par César près d'un demi-siècle avant.

## Territoire

### Découpage romain remis en question
Au milieu du Ier siècle av. J.-C., Jules César divise la Gaule transalpine en trois parties : la Gaule celtique, la Gaule aquitaine et la Gaule belgique. Ce découpage schématique correspondait à des considérations géopolitiques propres aux Romains ; Strabon, qui fournit des délimitations différentes, le précise en au moins deux occasions,. Si la Gaule proprement dite apparaît sous la plume des Romains, elle trouve sa définition arbitraire actuelle à travers l'histoire de sa conquête par ces derniers. La Gaule est en effet une pure invention de César voulant que sa conquête soit perçue comme un ensemble homogène, doté d'une frontière qualifiée de naturelle mais qui n'a aucun sens, le Rhin, fleuve délimitant un nouveau territoire qu'il nomme Germanie.
Dans l'incipit de la Guerre des Gaules, César explique que la Gaule est divisée en trois parties : l'Aquitaine, la Celtique et la Belgique. Ce faisant, il présente la Gaule comme une unité, bien qu'il existe des divisions internes. La question de savoir s'il existait chez les Gaulois un sentiment d'appartenance à un ensemble commun fait l'objet de débats historiographiques depuis le XIXe siècle. Depuis quelques années, la thèse de Christian Goudineau, selon laquelle César aurait inventé la Gaule qui n'avait à l'époque de l’Indépendance aucune forme d'unité, est remise en question par certains historiens[Lesquels ?]. Ainsi, des travaux récents insistent sur les facteurs d'unité entre les peuples gaulois comme les coalitions face à une menace commune, les assemblées politiques supranationales ou encore l'assemblée des druides de toute la Gaule s'inscrivant toutes dans un système institutionnel normalisé et reconnu par tous les peuples gaulois. Malgré tout, si cet « espace politique commun » semble avéré, il n'en reste pas moins que les cellules de base de l'organisation gauloise restent la tribu et le clan, formé de la famille et de la clientèle d'un chef puissant [réf. souhaitée].

## Société

### Celtes et Gaulois

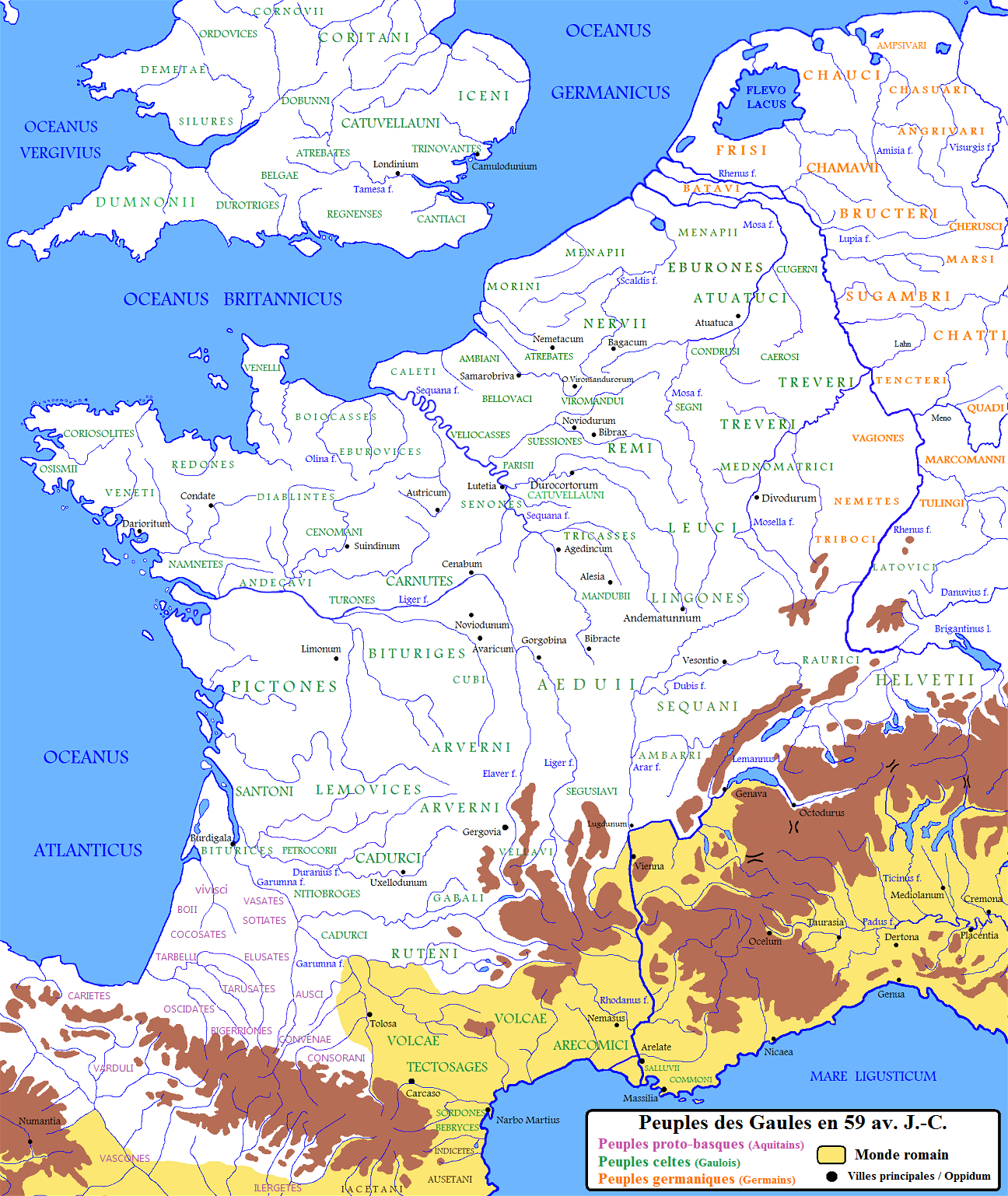
Les différents peuples gaulois (en vert) et aquitains (en mauve) avant la conquête romaine

À l'époque de la conquête par Rome de la Gaule chevelue (Ier siècle av. J.-C.), des liens anciens et forts existent entre la Gaule et les autres territoires occupés par les Celtes en Europe, de la Norique jusqu'à l'île de Bretagne, comme l'indique la présence de témoignages archéologiques danubiens parmi les guerriers de Vercingétorix, ou encore les liens importants entre les peuples belges du nord de la Gaule et ceux de la Tamise.
Ces liens peuvent s'expliquer d'une part par la présence d'une même tribu sur différents territoire en Europe, et d'autre part par l'existence d'un réseau de « clientèles » qui tient de proche en proche certaines tribus, certains peuples dans la dépendance d'autres, plus riches ou plus nombreux et disposant éventuellement d'un territoire plus étendu. L'existence de « fédérations » de peuples est attestée dans l'ensemble du domaine celtique : parmi les peuples transpadans de la Gaule cisalpine au IIIe siècle avant l'ère chrétienne, dans le midi de la Gaule au IIe siècle avant l'ère chrétienne (les Salyens) ou encore en Gaule chevelue avant la guerre des Gaules (Arvernes, Éduens, Bituriges et Séquanes).
En définitive, des nombreux peuples ou fédérations de peuples présents en Gaule à la veille de la conquête romaine, il reste des contours de « frontières », dont la position exacte fait cependant débat et un « substrat » linguistique longtemps sous-évalué. L'étymologie, enfin, a conservé le nom de populations gauloises, nom qui désigne encore les habitants de régions et de villes françaises actuelles : par exemple, les Auvergnats, les habitants de l'Auvergne qui couvre le territoire arverne (sud est de l'Allier, le puy de Dôme, nord ouest de la Haute-Loire et le Cantal).

### Langue
La majorité des habitants de la Gaule protohistorique parlent principalement 3 langues, déclinées en plusieurs dialectes. Jules César mentionne cependant qu'à son époque les trois parties de la Gaule se distinguent par les coutumes, les mœurs, mais aussi par la « langue ». Il semblerait alors qu'en Gaule celtique entre Seine et Garonne, comme en Gaule cisalpine avec le lépontique, les Celtes parlaient une langue appartenant au groupe celtique continental, tandis que les Aquitains au sud de la Garonne jusqu'aux Pyrénées parlaient une langue issue du proto-basque : l'aquitain. Et qu'enfin les habitants de la Gaule Belgique se seraient peut-être exprimés pour certains d'entre eux dans un dialecte proto-germanique. Cependant, si les indices toponymiques, les noms des tribus et les anthroponymes, ainsi que les rares inscriptions découvertes (Arras, Bavay) montrent à l'évidence l'origine celtique de la langue parlée, voire aussi d'un autre idiome indo-européen (voir Bloc du nord-ouest), il n'existe en revanche aucune trace, autre que les dires de César (germani cisrhénani), qui permettrait d'affirmer que le germanique ait été parlé avant l'installation progressive et plus tardive des Germains en Gaule du nord.
Le gaulois était une langue celtique de la famille des langues indo-européennes, proche du brittonique antique, dont on conserve cependant peu de témoignages, malgré un corpus grandissant d'inscriptions lapidaires ou autres mises au jour par l'archéologie, les nombreux anthroponymes et toponymes qui ont parfois une stricte équivalence en Gaule (ex : *Epiākon > Epiaco XIIe siècle, Epfig, Alsace, et Epiacum, Grande-Bretagne ; *Festiniākon > Festiniacus en 853, Festigny et Ffestiniog, pays de Galles), ainsi que des évolutions phonétiques communes. Certains chercheurs n'ont pas hésité à évoquer l'existence d'un gallo-brittonique, tel Léon Fleuriot par exemple. Le breton, bien qu'il appartienne au groupe brittonique pour l'essentiel, a pu être influencé par un substrat gaulois et la langue d'oïl est la langue romane la plus imprégnée par un substrat celtique (150 à 180 mots sur les près de 400 contenus dans toutes les langues romanes réunies). L'hypothèse de dialectes gaulois a été reprise par John Rhys qui évoque un dialecte "celtican" (conservation de -qu-, ex : Sequana « la Seine », le mois EQVOS) ou encore Joshua Whatmough, cependant que pour Pierre-Yves Lambert « même si l'idée de dialectes différents en gaulois n'est pas irrationnelle en soi… elle ne s'appuie pas sur des preuves solides à l'heure actuelle ».

### Économie

#### Agriculture et l'alimentation
La Gaule, contrairement à l'idée préconçue qui veut qu'elle soit couverte de forêts dans lesquelles les Gaulois pratiquent essentiellement la chasse, était largement défrichée pour constituer des terres agricoles très riches avec de nombreuses fermes. Au Ier siècle av. J.-C., l'exploitation de son sol était activement poussée. Ainsi, des prospections aériennes dans certaines parties de l'Ille-et-Vilaine mettent en évidence un réseau d'enclos aussi dense que celui des fermes actuelles ; au Ier siècle, les analyses palynologiques du couvert végétal dans la plaine de Vaise près de Lugdunum révèlent un sol couvert de champs cultivés et de prairies herbacées destinées à l'élevage, où les forêts représentent moins de 5 % du faciès paysager, ces résultats pouvant être extrapolés à la plupart des régions. En effet, pendant ses campagnes, César trouva toujours sur place le blé nécessaire à la nourriture de ses troupes, et pourtant, le soldat romain était gros consommateur de froment. Agriculteurs productivistes, les Gaulois inventèrent la herse ferrée pour le labourage et la moissonneuse des champs (vallus) pour la récolte des céréales. Les ports fluviaux situés à proximité des régions productrices jouaient le rôle d'entrepôts où étaient concentrées les réserves de blé. Celles-ci pouvaient être ainsi acheminées par voie d'eau à portée des armées : tel est le cas d'Orléans, sur la Loire, d'où l'on peut présumer que la Beauce possédait, dès cette époque, d'importantes emblavures. Tel est le cas aussi de Chalon-sur-Saône et de Mâcon, sur la Saône, et aussi d'Amiens qui servait également de magasin dans le nord de la Gaule. Presque toutes les cités possédaient leurs champs de blé et pouvaient se suffire à elles-mêmes : jusqu'aux abords des Pyrénées, le blé était récolté, même les terres peu fertiles des Flandres, alors couvertes de marécages, en produisaient. Le cas de l'Anjou, où César mentionne expressément le défaut de blé, est isolé. Peut-être cette absence était-elle momentanée ou accidentelle. Parmi les terres à blé renommées de l'époque, il faut citer la région de Toulouse, chez les Volques, chez les Cavares et la basse vallée du Rhône, la Bourgogne (surtout), ainsi que le pays des Bituriges et celui des Carnutes. Dans le nord et dans le nord-est, le Soissonnais et la Champagne étaient également assez riches. La production agricole abondante et de qualité est assurée par l'engraissement des sols grâce à la fumure ou le marnage, par des labours performants à l'aide de la charrue à soc métallique et de puissants attelages.
Les études archéobotaniques (notamment la carpologie ou la palynologie) montrent que les Gaulois se nourrissaient surtout de céréales (quatre sortes de blé : engrain, amidonnier, épeautre et froment ; orge à grains nus ou vêtus, avoine, millet commun et millet des oiseaux), de légumes (navets, choux) en proportion variable selon les régions, en moins grande quantité des légumineuses (lentilles appelées ers, fèves, pois…)[réf. nécessaire], des plantes sauvages (renouée, arroche, mauves, chénopode) ou oléagineuses (pavot, lin, caméline). Les céréales, pauvres en gluten (donc peu panifiables), se consommaient sous forme de grains concassés, bouillies, gruaux, soupes à base de farine grillée ou de galettes à pâte non fermentée. Le beau pain blanc de froment faisait le régal des nobles gaulois et la convoitise des autres peuples[réf. nécessaire]. Le blé est la principale nourriture du peuple. L'utilisation de condiments (poivre d'eau, ravanelle, moutarde noire) est rare à l'exception du sel, celle de plantes aromatiques orientales et méditerranéennes (fenouil, origan, sarriette) apparaît à partir du Ier siècle. La consommation de fruits comprend des espèces sauvages (prunelles, merises, framboises, fraises, pommes, noisettes, raisins, glands, baies de sureau), des espèces cultivées gauloises (prune) ou romaines (olive, poire, figue).
L'archéozoologie montre que la viande provenait de l'élevage car la chasse (lièvre, cerf, chevreuil ou sanglier servis à la table des aristocrates), sport de noble, était marginale (de 1,3 % au IVe siècle av. J.-C. à moins de 1 % aux siècles suivants). Elle était constituée principalement de cochon, mais aussi de bœuf dans le centre de la Gaule, de chèvre et de mouton dans le Midi et de chevaux dans le Nord, plus épisodiquement de chien, de cheval ou de volaille. Des ragoût de chien étaient occasionnellement consommés (traces de cynophagie différentiée). Les salaisons et la charcuterie gauloises étaient réputées à Rome. Les volailles, pourtant elles aussi exploitées, étaient peu consommées. Enfin, les populations côtières pratiquaient la navigation et la pêche en haute mer, ainsi qu'en témoignent des fouilles conduites au centre de l’île d’Ouessant, en Bretagne (mise au jour de restes de divers poissons tels les lieus jaunes, les daurades, les bars, les cabillauds).
Le philosophe grec stoïcien Posidonios, dans son Histoire, décrit les boissons gauloises. Le peuple buvait de l'hydromel et surtout de la cervoise, bière à base d'orge, tandis que l'élite consommait du vin pur, à la différence des Grecs et Romains qui le buvaient aromatisé. La culture de la vigne, au temps de la conquête, était peu répandue en Gaule et ne dépassait guère les abords de Marseille. Ce sont en effet les marins commerçants grecs phocéens, qui fondent Marseille en 600 av. J.-C., qui ont fait découvrir cette boisson aux Gaulois. Le vin, boisson rare, était donc importé de Rome et considéré comme un luxe : on échangeait un esclave contre une amphore de vin par exemple. Le commerce avec Rome s'intensifiant (l'archéologie sous-marine l'évalue à un million d'amphores par an), le vin s'est progressivement démocratisé. Au total, ce sont plus d'une dizaine de millions d'hectolitres qui furent importés de République romaine et de la Provincia entre 150 et 50 av. J.-C..

#### Élevage du cheval
Le cheval a toujours tenu une grande place dans la vie des Gaulois, au point de figurer sur leurs pièces de monnaie. On dit que la cavalerie était un élément essentiel de leur puissance militaire. Lors de la guerre des Gaules, les effectifs engagés étaient énormes, ce qui supposait un élevage de chevaux très actif. L'élevage du cheval contribuait pour beaucoup à la réputation du paysan et on n'oublie pas qu'Epona, une des déesses gauloise intégrée dans le panthéon romain, était représentée en compagnie d'un cheval. Les nobles gaulois (les equites) servaient à cheval dans la cavalerie et l'usage permanent des chariots exigeait un grand nombre de chevaux de trait. Pourtant, dès le IVe siècle av. J.-C., les Gaulois qui combattent à l'étranger découvrent les grands chevaux méditerranéens, différents des chevaux indigènes qui correspondent donc à nos poneys ou doubles-poneys actuels, et s'en prennent de passion, et, nous dit César : « les acquièrent à n'importe quel prix ». Pourtant, il semble que l'élevage se soit développé davantage sous le pouvoir romain.

#### Commerce
L'abondance de moyens fait soupçonner l'importance du réseau routier, qui a permis le déplacement rapide des légions romaines durant la guerre des Gaules, et des échanges commerciaux. Dans ce domaine encore, les Gaulois bénéficièrent de l'effort soutenu des populations antérieures. La diffusion des matières les plus recherchées, à partir de leurs centres de production, avait entraîné la recherche des itinéraires les plus aisés. Le commerce de l'étain, qui continue à l'âge du fer, eut, sur le développement routier, les plus fortes répercussions. La localisation et la rareté des gisements de ce métal déterminèrent les directions du trafic. Le minerai importé venait, surtout, du Guadalquivir (Tartessos) et de la pointe occidentale de la Bretagne, de Cornouailles et, de là, le métal était apporté sur la côte de la Manche et jusqu'à l'embouchure de la Loire, on suivait les grandes vallées pour pénétrer à l'intérieur du pays. Outre l'étain, Rome importait de Gaule essentiellement du sel, du blé, du fer et beaucoup d'esclaves (prisonniers des peuples voisins).
Au premier âge du fer, les échanges ne sont plus limités aux matières premières. De l'Europe centrale, par le Danube, arrivent les modèles des épées de fer qui pénètrent en Gaule par la trouée entre Vosges et Jura et la vallée du Doubs. Parviennent aussi des objets importés d'Italie : seaux cylindriques appelés cistes, ou tronconiques appelés situles, les uns et les autres en bronze battu. Parfois des vases étrusques et grecs les accompagnent dans les tumulus les plus récents de la Gaule de l'Est. C'est par la même voie du Danube que s'effectue ce trafic. Depuis la découverte du cratère de Vix, la question de savoir par où cet énorme vase avait pu être acheminé a été longuement discutée. En plus des itinéraires classiques, on a envisagé le col du Grand Saint-Bernard et surtout, la vallée du Rhône, mais rien de décisif. Si le couloir rhodanien reste alors en dehors du grand mouvement commercial, c'est que le littoral, excepté Marseille, et la basse vallée du Rhône est encore aux mains des Ligures, peu sociables. Ces tribus arriérées forment un écran entre le foyer de civilisation méditerranéen et la Celtique, dont les limites méridionales ne dépassent guère le confluent de Lyon. Par ailleurs, Vix se trouve admirablement placé au point où la voie protohistorique de la Loire inférieure et moyenne à la trouée de Belfort coupait l'itinéraire jalonné par la vallée de la Seine.
Il faut attendre la descente des Gaulois sur la côte de Provence pour qu'enfin des relations directes pussent s'établir entre Marseille et la Celtique. Dès lors, un avenir brillant s'ouvre pour la voie la plus expressive que la nature avait inscrit sur le sol de la Gaule. Cette voie emprunte le couloir rhodanien jusqu'au coude de la Saône à Châlon, par les passages de Bourgogne, elle atteint le bassin de la Seine et le carrefour parisien. De là, on peut suivre le fleuve jusqu'à son embouchure ou gagner le Pas-de-Calais. L'essor subi du port fluvial de Chalon-sur-Saône, au IIIe siècle av. J.-C., fixe la date à partir de laquelle cette voie fut régulièrement suivie. Elle servit au trafic de l'étain, Diodore nous transmit, d'après la relation d'un auteur plus ancien, des détails précis sur son utilisation : les marchands achetaient le métal aux habitants de l'île de Bretagne (Grande-Bretagne actuelle), le transportaient sur le continent, puis, cheminant par terre à travers la Gaule pendant trente jours environ, ils conduisaient leur chargement jusqu'à l'embouchure du Rhône. Un autre géographe grec, Strabon, évoque une communication essentiellement fluviale utilisée pour le transport de toutes denrées. On remontait le Rhône et la Saône et après avoir quitté cette rivière, ce qu'on ne pouvait faire qu'à Chalon, il fallait gagner la Seine par voie de terre et, de là, on pouvait atteindre l'océan.

#### Monnaies

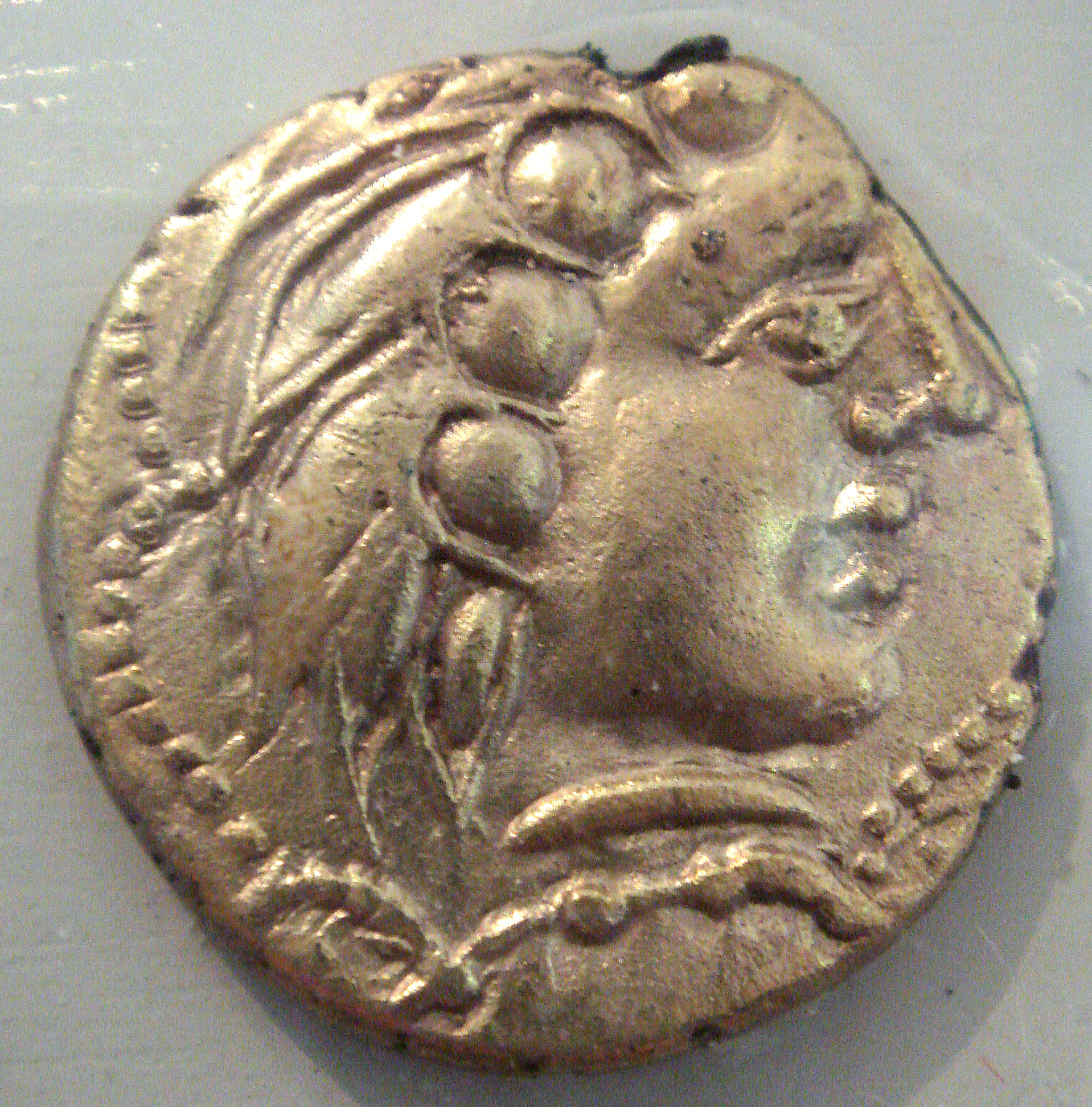
Pièces en or des Santons.

Chaque peuple gaulois était indépendant du point de vue du monnayage, certains plus productifs que d'autres, mais il y a tout lieu de supposer que les pièces en métaux précieux circulaient entre peuples voisins. Des statères d'or et de bronze a l'effigie de Vercingétorix sont frappées, au verso on peut observer un croissant, un étalon et une amphore. Rome, qui convoitait les mines d'or gauloises, commença à frapper ses propres pièces d'or après l'invasion de la gaule[réf. nécessaire].
Au VIe siècle av. J.-C., la colonie grecque établie à Marseille, frappe des oboles. Progressivement, elle se répand parmi les peuples limitrophes (trésor d'Auriol). Au IIe siècle av. J.-C., le monnayage en argent se développe en moyenne vallée du Rhône, et les peuples ayant des mines d'or, comme les Arvernes, frappent des statères qui sont aussi un moyen d'affirmer leur souveraineté et leur puissance. Au Ier siècle av. J.-C., les Parisii produisent leur célèbre et magnifique statère d'or au cheval.

### Organisation politique et sociale
Selon le schéma de l'idéologie tripartite des Indo-Européens telle qu'elle a été développée par Georges Dumézil, les Gaulois comme les Celtes seraient organisés en trois classes : classe sacerdotale (prêtres, gutuaters, bardes et druides), classe guerrière (les Equites, chevaliers issus de la noblesse ; l'infanterie, peuple et vassaux des chevaliers) et classe productrice (la plebs : commerçants, artisans, agriculteurs et éleveurs).
Les peuples de la Gaule étaient dirigés auparavant par une noblesse de type archaïque avec les différentes strates de sa hiérarchie. César nous renseigne dans ses Commentaires sur la Guerre des Gaules sur différents types de magistratures politiques et religieuses : princeps (prince), vergobret (magistrature suprême), arcantodan[nus] (magistrat monétaire), etc.. La noblesse s'était constituée tout au long des temps « héroïques » lors de différentes guerres ou d'expéditions lointaines. Les seigneurs gaulois (rois, princes guerriers, chefs de tribu et riches propriétaires), de type féodal, se réunissant dans des sénats[Lesquels ?], avaient sous leurs ordres une foule de vassaux et de clients dont la fidélité était absolue. Au bas de la pyramide sociale se trouvaient probablement les esclaves, comme le suggèrent les découvertes archéologiques d'entraves en fer dans des tombes. Ce sont les nouvelles bourgeoisies (commerçants et artisans) gauloises qui en différents lieux de la Gaule ont choisi de collaborer avec le conquérant romain pour préserver leurs affaires et leur rang social[réf. nécessaire]. Ces velléités de trahison, de « collaboration » avec l'occupant romain ne se passèrent pas toujours très bien pour les nouveaux oligarques celtes puisque tous les membres des sénats des Aulerques, des Lexoviens et des Éburovices furent massacrés jusqu'au dernier par les princes et les nobles de leurs peuples. Il semblerait que la bourgeoisie vénète n'a pas suivi la même démarche car elle avait compris que les Romains voulaient s'emparer de ses marchés et qu'elle avait tout à perdre avec la conquête romaine.
Il serait erroné de voir un système politique uniforme chez tous les peuples de la Gaule antique. En effet, si certains vivaient sous un régime monarchique, avec à leur tête un roi (cas des Arvernes, des Nitiobroges, des Bellovaques etc.), d'autres étaient dirigés par une aristocratie de guerriers après avoir aboli la royauté, comme ce fut le cas des Éduens.

### Organisation militaire

#### Guerrier de Hallstatt
La période de Hallstatt tire son nom du village autrichien où ont été découvertes les traces de civilisation celte les plus anciennes. Appelée aussi civilisation hallstattienne sa période chronologique s'étend de -1100 à environ -400 divisée en deux grandes périodes :
- La première période de -1100 à -800 ;
- la seconde période de -800 à -400.

Durant cette période les mouvements de troupes sont importants et la renommée des guerriers gaulois (ou celtes) se répand dans toute l'Europe. Ils interviennent en tant que mercenaires n'hésitant pas à changer de camp lorsque l'offre est plus intéressante.
L'arme principale est la lance. La raison est simple : peu chère à fabriquer car nécessitant peu de cette matière noble qu'est le fer, elle est très maniable et cause de nombreux dégâts chez l'adversaire. Pouvant être maniée à une ou à deux mains, sa longueur varie de 180 à 250 cm. Le fer peut avoir une grande variété de formes, la principale étant la feuille de saule.
L'épée est relativement courte (entre 65 et 70 cm de lame) et est particulièrement effilée et pointue, permettant ainsi un combat rapproché ou bien un combat de mouvement sur des chars. Fabriquée en fer, la poignée est en bois. Elle est traversée par la soie qui est écrasée afin de créer un rivetage. Le profil de la lame peut être lenticulaire ou posséder un cœur en forme de losange dont les arêtes extérieures sont étirées pour former la lame (voir les graphiques ci-dessous).
Le poignard peut être présent dans la panoplie.
Le casque celte est non plus en bronze mais en fer plus léger et de forme oblongue, souvent terminé par un cimier. Le visage est protégé par des paragnathides en fer couvrant les joues. Un protège-nuque peut être présent.
Le reste du corps est protégé par un linothorax. Cette protection est composée de plusieurs couches de lin collé. Bien que lourde et rigide, cette protection relativement simple à fabriquer est efficace contre les coups de taille et les coups d'estoc.
Enfin le bouclier : de forme ovale, d'environ 150 à 160 cm de haut et de 50 à 60 cm de large, il est en bois. Le détail de sa structure sera vu plus bas. Percé en son centre pour y placer la main, un manipule horizontal placé sur le centre de gravité permet une manipulation aisée d'une main de manière défensive comme offensive. Le plateau est renforcé par une spina en bois qui a aussi un rôle de protection de la main. Le tout est fixé et blindé par un umbo en fer et des rivets. (Voir photos)

#### Guerrier de la Tène finale

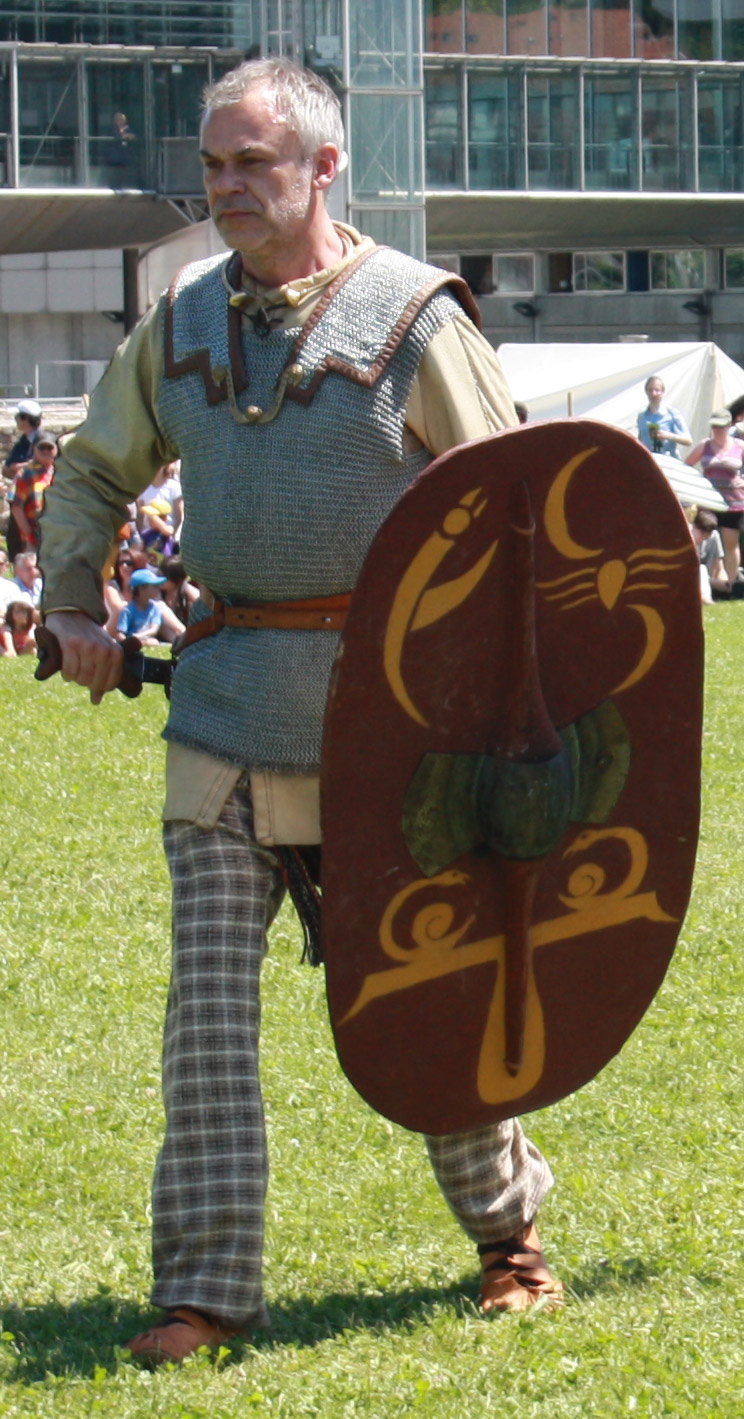
Guerrier de la Tène finale.

Le combattant de cette période contemporaine de la guerre des Gaules est le plus connu. Sa panoplie est la même que son ancêtre du Hallstatt à quelques variations près.
Le casque est devenu rond et possède un protège-nuque plus important. Cette forme permet aux armes de glisser dessus et d'éviter les prises. De plus, cette forme plus compacte permet d'avoir une protection optimale en limitant l'incidence du poids sur les mouvements. L'épée s'est allongée, bien que des modèles courts existent toujours (voir les techniques et les types de combattants) : la longueur moyenne d'une lame est désormais de 80 cm pour une largeur moyenne de 6 cm. La pointe effilée a laissé place à une forme d'ogive. Cette arme s'est adaptée à de nouvelles techniques de combat, telles que le combat monté où l'on se bat essentiellement à coups de taille. Portée à droite, elle est glissée dans un fourreau en fer composé de trois pièces et est fixée à une ceinture à suspension. Ce système encore mal connu permettrait de donner à l'arme une certaine liberté de mouvement sans gêner le combattant (différentes hypothèses ont été émises quant à son montage).
Le bouclier a légèrement évolué et est devenu composite. Lorsqu'au Hallstatt les boucliers étaient composés de couches de bois croisées, à la Tène finale, des couches de lin vont être insérées entre les couches de bois rendant le bouclier plus résistant aux chocs mais aussi plus souple. La spina s'est sensiblement affinée, et a même complètement disparu sur certains modèles. Le umbo s'est développé et la simple double coque de fer clouée sur la spina a laissé la place à une coque d'un seul tenant avec des ailettes permettant le positionnement de rivets. Les boucliers sans spina, plus légers, ont un umbo circulaire tenu par six rivets.
Un nouveau type de protection est apparu au cours du IVe siècle av. E.C. : la cotte de mailles annulaire de type lorica hamata ; cette protection en fer est composée d'anneaux de 6 mm. Bien que lourde, elle présente l'avantage d'être extrêmement souple et de former une seconde peau protégeant ainsi le combattant des coups de taille. Mais elle est inutile contre les coups d'estoc, les pointes écartant les anneaux. Il est aussi à supposer que les combattants portaient sous la cotte de mailles une protection supplémentaire appelée subermalis permettant d'absorber les chocs.
Les textes antiques rapportent quelques cas de combats avec des guerrier gaulois nus ou avec une simple jupette de cuir à lambrequins protégeant leur bas-ventre. Ce choix s'explique pour impressionner l'adversaire ou pour des raisons religieuses (pour eux, la mort au combat faisait directement accéder au paradis), plus que pour des raisons de confort (plus grande liberté de mouvement, chaleur selon les explications rationalistes de Polybe).

#### Structure de l'armée gauloise

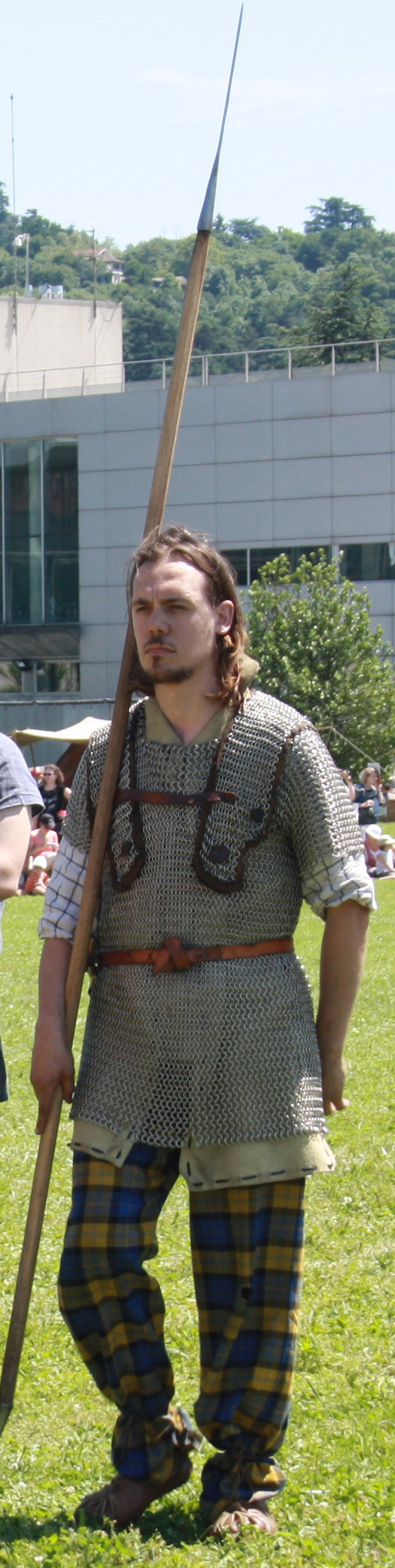
Guerrier d'infanterie lourde armé d'une lance

Contrairement aux idées reçues, l'armée gauloise est particulièrement bien structurée. Bien que l'individu soit au centre, des unités peuvent être créées permettant ainsi de monter des stratégies élaborées et complexes.
Il y a trois types de combattants :

##### Infanterie légère
Essentiellement composée de combattants occasionnels et de débutants, elle représente environ 80 % des effectifs. Leur rôle est surtout de « faire du bruit ». Placés à l'arrière, leur intervention est un dernier recours. Ces hommes armés essentiellement de lances, de javelines ou de frondes sont surtout des paysans. Leur mobilisation est donc exceptionnelle mais indispensable.

##### Infanterie lourde
Ce sont des combattants de métier, qui ne savent faire que la guerre. Bien souvent au service des aristocrates, ils sont soit des ambactos, soit des mercenaires, soit de jeunes aristocrates faisant leurs armes. Leur armement est plus adapté. Ils savent manier la lance, l'épée et le bouclier. Les ambactos sont équipés par leur maître. Ces hommes, suivant leur fortune ou celle de leur maître, peuvent porter la cotte de mailles, un casque et manier l'épée. Pour les plus riches, une cavalerie peut être constituée. Lors de victoires, le soldat prélève la tête de son ennemi en trophée qu'il place sur la porte de sa maison, le portique d'un sanctuaire ou dans un coffre en cèdre.

##### Chefs de guerre
C'est la classe aristocratique dirigeante. Ils savent parfaitement manier toutes les armes, du javelot à l'épée en passant par le bouclier et la dague. Généralement cavaliers, surtout durant la guerre des Gaules, ils sont en première ligne. Ils commandent aux hommes durant le tumultus gallicus (« tumulte gaulois », levée en masse d'urgence) et sont considérés comme des demi-dieux par les hommes. Ils possèdent toute la panoplie du guerrier : casque, cotte de mailles, épée, bouclier, dague et lance. Ils sont reconnaissables par leurs vêtements hauts en couleur.
Un autre type de combattant intervient sur le champ de bataille : le sonneur de carnyx. On ne connait pas exactement son rôle mais l'hypothèse actuelle serait qu'il permettait de transmettre les ordres via des mélodies, de donner des directions suivant son orientation et d'amplifier le tumultus gallicus. Le carnyx est un instrument fabriqué en alliage cuivreux d'environ 1 m de haut dont l'embouchure représente souvent une tête de sanglier. À Tintignac, la fouille d'un site votif a permis de mettre au jour une quantité impressionnante de ces instruments ; il est à ce jour[Quand ?] le site le plus riche en informations. Deux de ces carnyx sont quasiment complets, l'un représente une tête de sanglier et l'autre un serpent.

#### Têtes-trophées

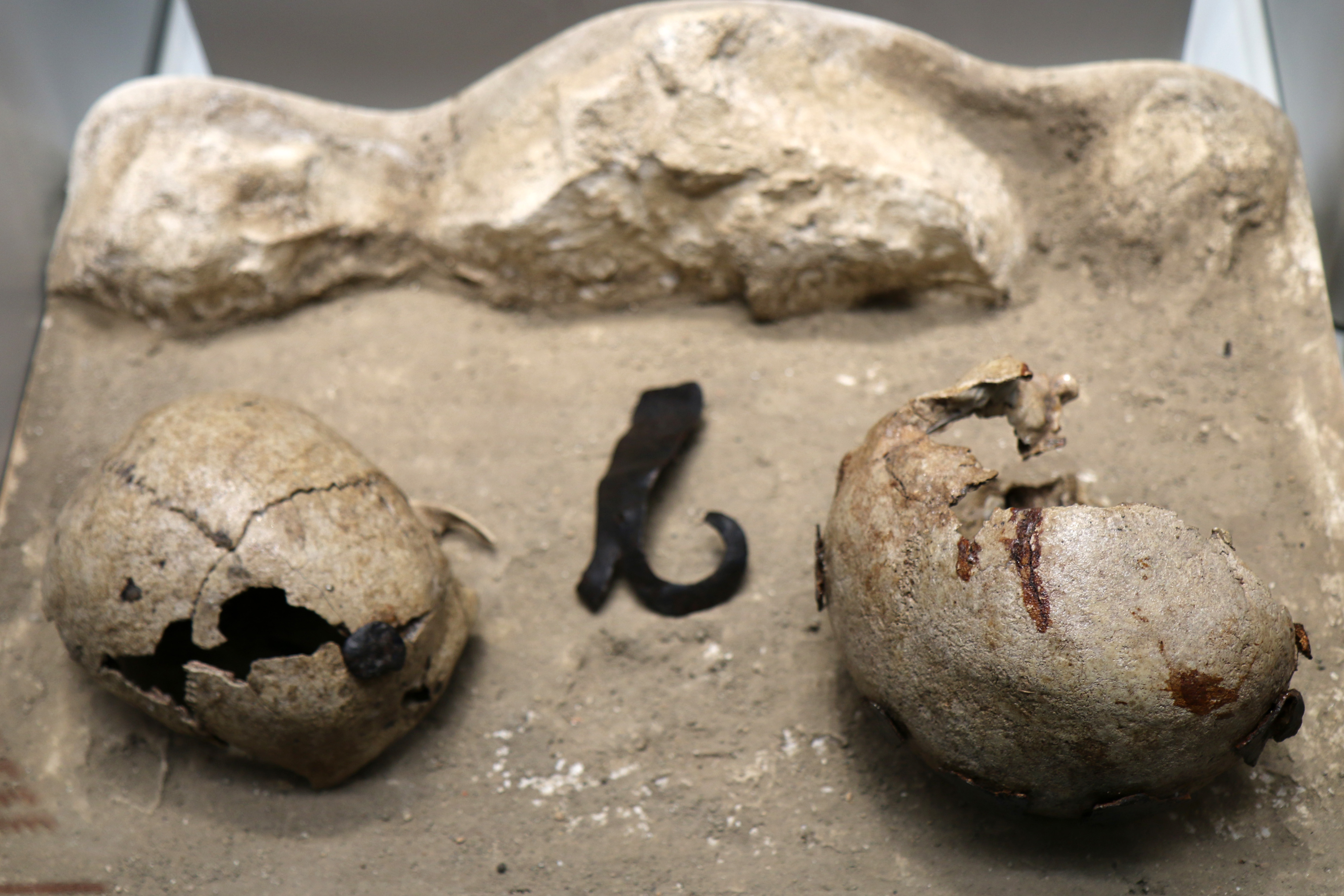
Trophées de crâne humain trouvés sur l'oppidum de la Cloche.

Les auteurs grecs comme Posidonios, Diodore de Sicile et Strabon rapportent un rituel celtique : lorsque les guerriers gaulois tuent leurs ennemis, ils coupent leurs têtes, les attachent à l'encolure de leurs chevaux et remettent à leurs servants d'armes le reste de la dépouille ensanglantée. Une fois rentrés chez eux, ils enclouent ces têtes au linteau de la porte de leur maison ou les exposaient dans un bâtiment public (alvéoles dans des linteaux, des piliers de portiques), suggérant dans ce dernier cas une fonction religieuse mais aussi civile et politique,. Les têtes ont pu être peintes et les alvéoles peut-être accueillir des têtes modelées dans de l'argile ou surmodelées sur les crânes réels. Ils embaument les têtes de leurs plus grands ennemis avec de l'huile de cèdre et les gardent soigneusement dans un coffre transmis de génération en génération. Ce trophée précieux qui est une forme d'hommage au vaincu, témoigne aussi de la valeur du guerrier qui n'hésite pas à le montrer régulièrement aux étrangers. Posidonios assimile « ce rite à celui qu'ont les chasseurs de conserver et d'exposer les crânes des bêtes les plus féroces ou les plus splendides qu'ils ont tuées. Le crâne humain apparaît donc avant tout comme un trophée, au sens cynégétique du mot. Il est le témoin d'un fait d'arme ». Ce rituel de décapitation est confirmé par plusieurs représentations gravées ou sculptées (Entremont, Aulnat), des piliers ou linteaux percés d'alvéoles céphaloïdes pour exposer les têtes ou les crânes momifiés (Glanum, Roquepertuse), et par les découvertes archéologiques qui ne permettent pas de trancher sur le mode de prélèvement des têtes (décapitation, mode d'exécution sur le vivant, ou décollation effectuée sur des cadavres),.

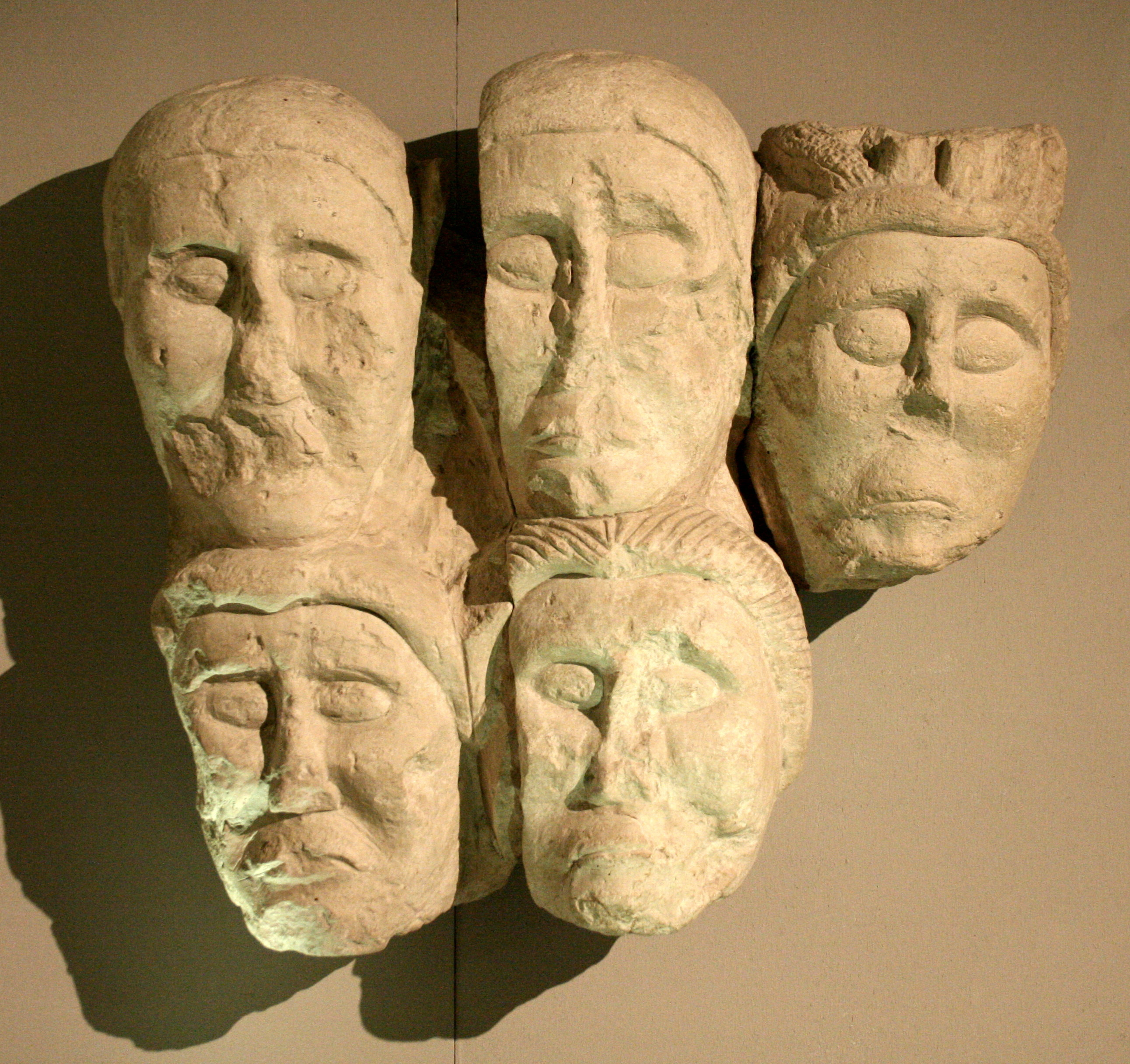
Sculpture de têtes coupées celtes, retrouvées sur l'oppidum d'Entremont en 1877.
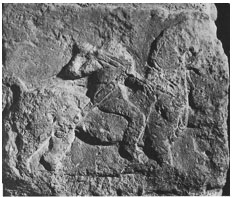
Pilier aux cavaliers d'Entremont représentant une tête portée au cou d'un cheval de cavalier gaulois.
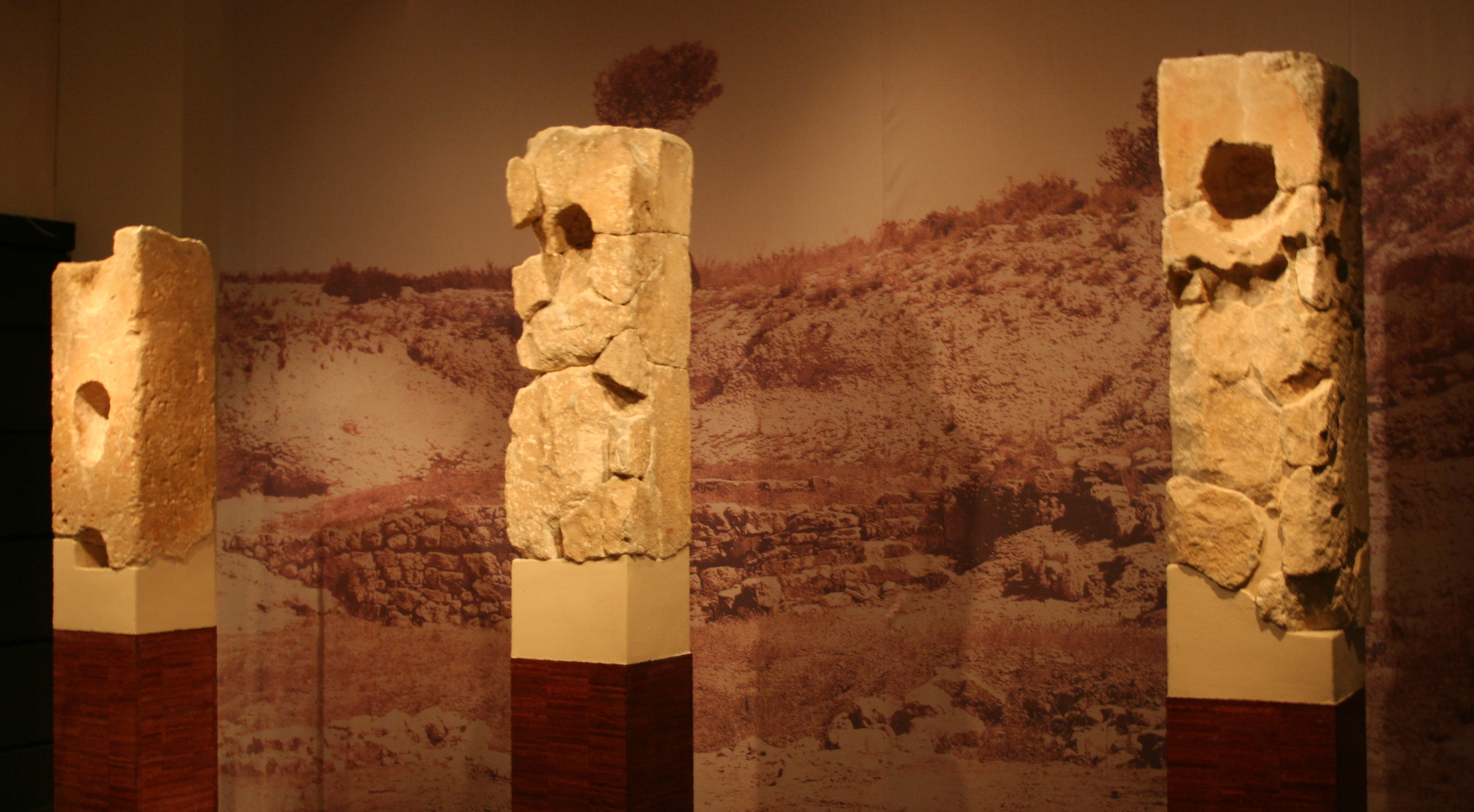
Pilier avec des alvéoles céphaloïdes qui devaient probablement exposer les têtes-trophées (Roquepertuse).

### Religion
Les Gaulois avaient des druides, que Diodore de Sicile appelait des « philosophes » qui étaient en quelque sorte leurs prêtres. Ils écrivaient à l'aide de l'alphabet grec, mais uniquement pour des raisons politiques et administratives.

### Tenue
Loin de la fausse image de « barbares chevelus et mal dégrossis », « colportée dès le début de la conquête de la Gaule par Rome (…) et relayée pendant des millénaires », les peuples gaulois étaient plutôt raffinés. On leur doit par exemple l'invention du savon (sopo) qu'ils fabriquaient à partir de cendres et de suif pour lustrer leur chevelure qu'hommes et femmes portaient longue. « Les Gaulois prenaient soin d'eux et ont inventé beaucoup d'instruments et produits cosmétiques celtes. Ils se rasaient déjà avec des rasoirs, ils avaient des miroirs, des forces (ciseaux), des peignes en os ou en corne pour la barbe et pour les cheveux, des grattes oreilles, des grattes ongles, des épingles à cheveux, des pinces à épiler (…). Ils se teignaient même les cheveux avec du lait de chaux ou de l'argile, d'où l'image du gaulois aux cheveux blonds ».
Le vêtement gaulois est principalement constitué d'une tunique avec des motifs en petits carreaux serrés et teints (teintures végétales donnant surtout du jaune, vert, rouge de garance, voire du brun ou noir grâce à la noix de galle). Cette tunique (généralement courte pour les hommes et une robe allant jusqu'aux chevilles pour les femmes) est serrée à la taille par une ceinture en tissu. Les chausses sont des braies ou des bas en tissu de laine ou de lin. L'hiver, il revêt le sayon, sorte de casaque décorée, parfois multicolore, s'agrafant par une fibule. Les chaussures ou bottines sont en cuir.

### Art et la technique chez les Gaulois

#### Architecture

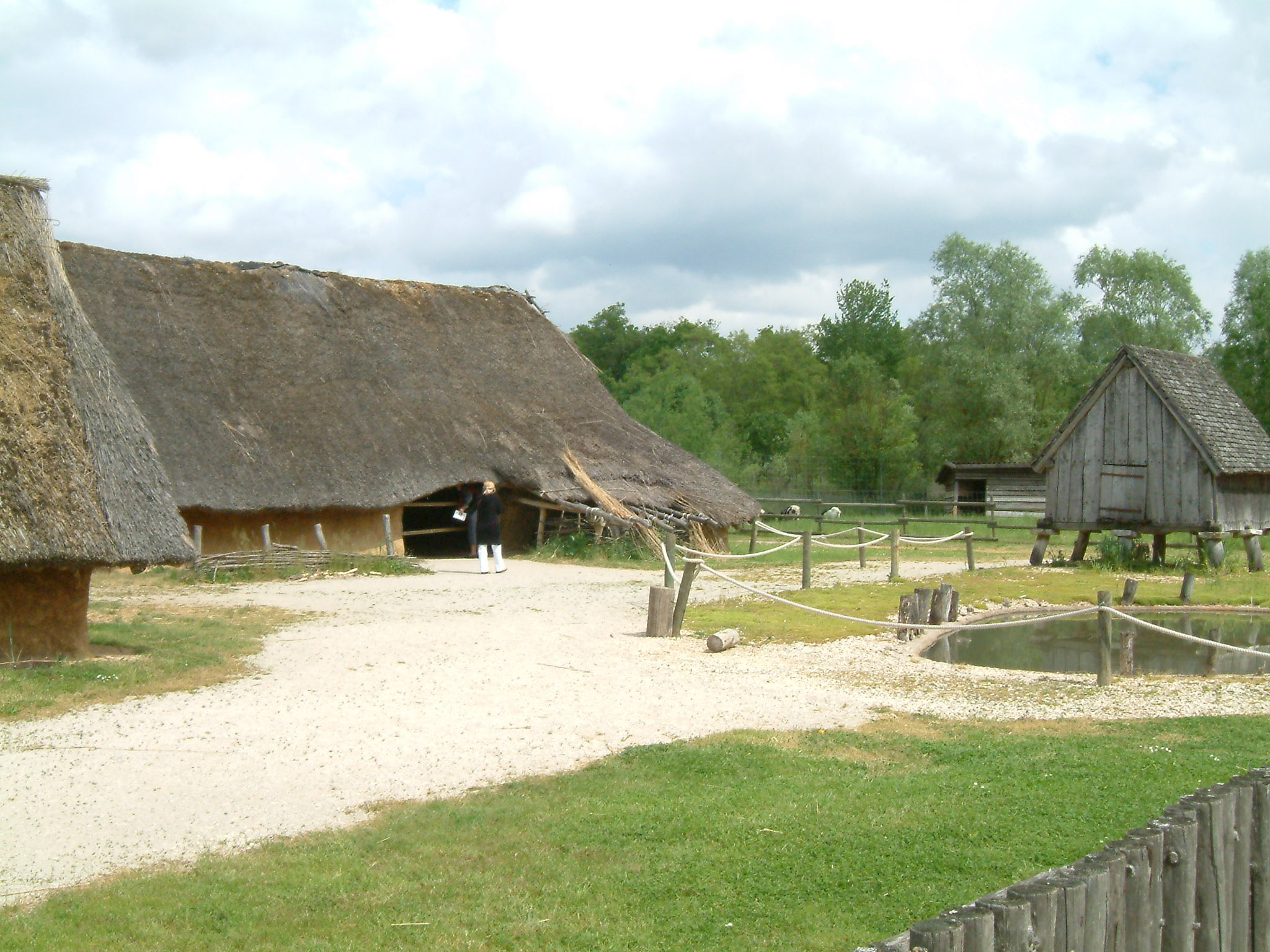
Ferme gauloise et grenier sur pilotis, entourée par un enclos palissadé.

L'art architectural est difficile à appréhender car il n'a pas survécu aux années, les Gaulois construisant essentiellement en bois et torchis. Néanmoins l'archéologie aérienne initiée par Roger Agache permet de révéler des vestiges architecturaux gaulois à partir des années 1970.
Loin du mythe de la hutte ronde de branchage fragile au toit de chaume et de la chasse au sanglier, les Gaulois mènent une existence confortable tournée essentiellement vers l'élevage et l'agriculture. Ils vivent essentiellement dans des fermes, maisons vastes (d'une surface moyenne variant entre une vingtaine et une soixantaine de mètres carrés), carrées ou rectangulaires soutenues par des poteaux en bois, aux parois faites de clayonnage (type branches de noisetier tressées et reliées aux poteaux) recouvert de torchis, charpentées (planches de bois assemblées avec des clous de fer) et couvertes d'un toit de chaume ou roseaux en forte pente. Les fenêtres sont rares et étroites, de façon à conserver la chaleur l'hiver et la fraîcheur l'été. Parfois, les murs sont recouverts par une couche de crépi à base de chaux dont les propriétés hydrofuges assurent une protection contre la pluie et une plus grande durée de vie au torchis (entre trente ans et un siècle). Certains habitats peuvent faire trois à quatre étages avec à chaque niveau des planchers supportant des planches jointives (un platelage) ou assemblées entre elles par rainures et languettes (un parquet traité à l'huile de lin),. Un foyer central est équipé de chenets et d'un chaudron suspendu servant à l'éclairage (les maisons n'ont pas de baies), le chauffage et la cuisson à l'origine de fumées qui en se déposant (noir de fumée, goudron) font office d'insecticide. Parfois ces maisons sont précédées par un enclos palissadé (enclos pastoral simple ou système d'enclos emboîtés, constitué d'une levée de terre avec une haie d'arbres doublée d'un fossé), ont un étage muni d'un plancher et qui sert de grenier pour dormir. Ces fermes, isolées en aedificium ou regroupées dans un vicus fortifié ou non voire une ville (ces agglomérations avec des quartiers spécialisés et hiérarchisés se développent à la fin du IIe siècle av. J.-C.), témoignent d'une intense activité agricole : entourées de champs quadrangulaires dits "celtiques", elles comportent plusieurs bâtiments indépendants (granges, étables, greniers sur poteaux pour protéger les céréales stockées de l'humidité du sol et des rongeurs ou silos enterrés) au sein d'une cour. L'élevage mixte (destiné principalement à la viande, au lait et à la laine, mais aussi utilisé comme animaux de trait) à proximité de ces fermes comporte surtout des bovidés (bœufs, capridés) et des suidés.
En cas d'attaque, les villageois gaulois se regroupent dans un refuge fortifié public, l'oppidum ou un petit poste militaire, le dun.

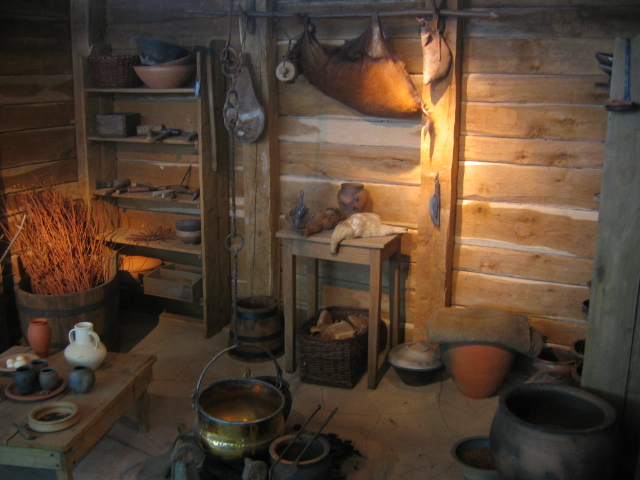
Reconstitution hypothétique d'un habitat gaulois : mobilier limité aux banquettes aux sols pour s'asseoir et dormir[notes 16], aux objets de la vie quotidienne et aux éléments de stockage.
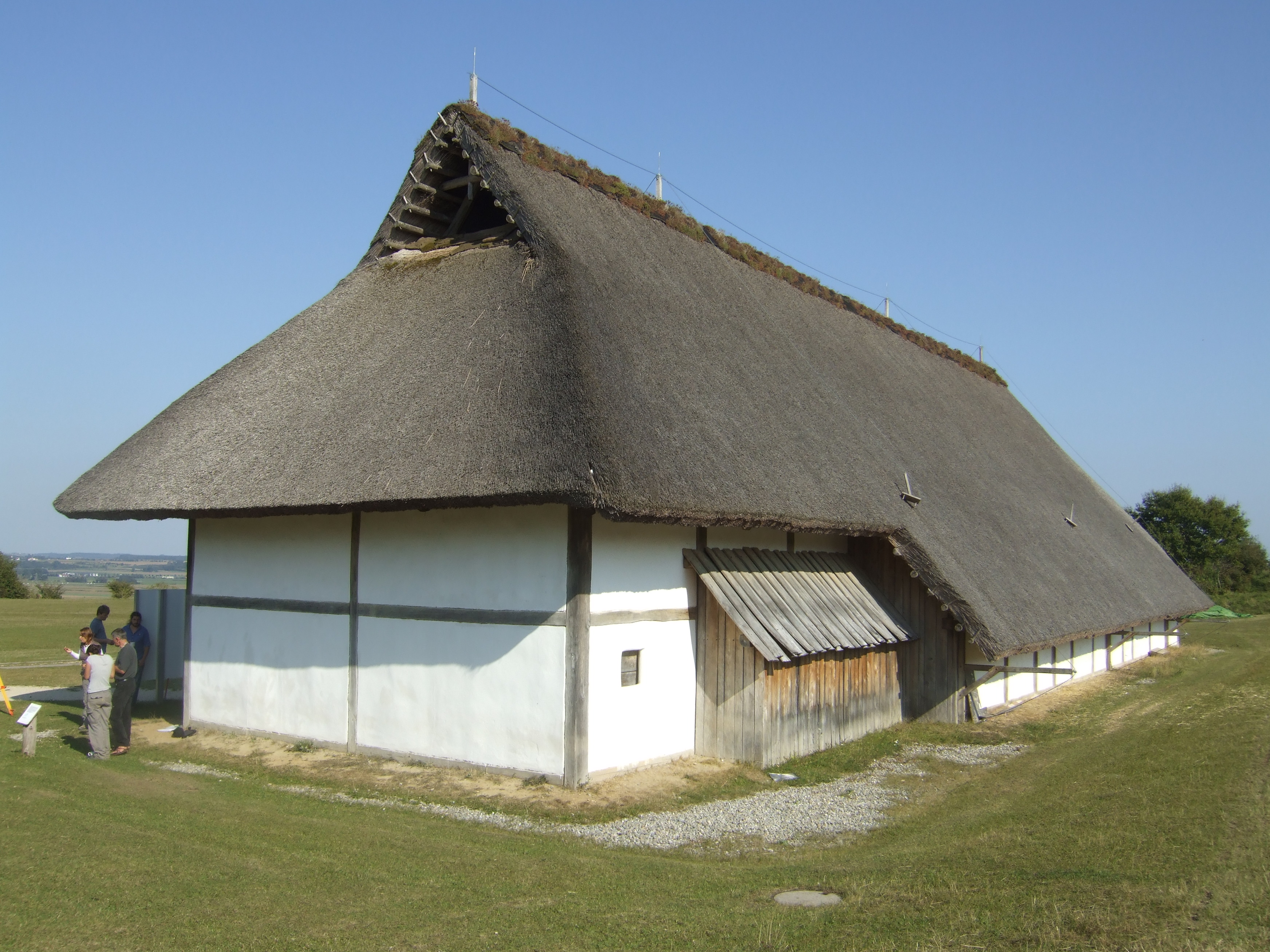
Murs d'une maison recouverts d'un enduit de chaux au blanc lumineux.

#### Un art du décor

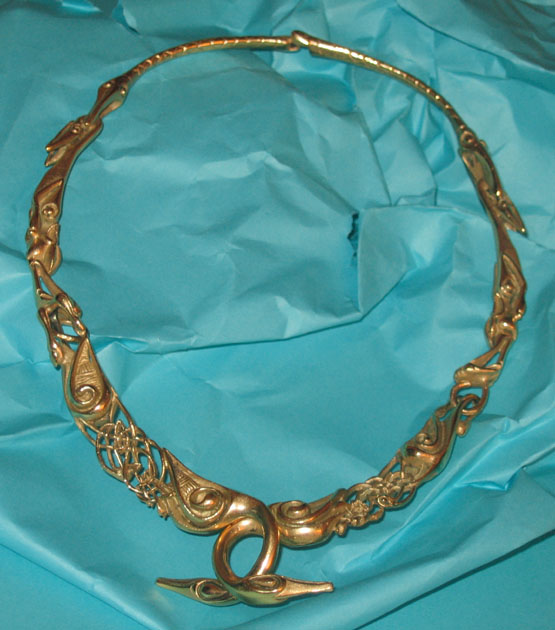
Torque gaulois en bronze avec entrelacs et motifs animaliers

L'art des Gaulois est très différent des critères esthétiques de la culture romaine.
Les Gaulois ne cherchaient pas à représenter le réel. En témoignent les visages succincts et l'absence de détail.
Les Gaulois riches portaient des bijoux (bracelets, colliers, bagues, torques, fibules, épingles à chignon, diadèmes, boucles de ceinturon aux motifs variés) en or, les classes inférieures utilisant le bronze qui imite l'or ou des parures en verre coloré, en cuivre ou en fer.
Les découvertes archéologique de rasoirs, miroirs, peignes à cheveux et à barbe, cure-oreilles, pince à épiler, mettent en évidence un souci d'hygiène.

#### Matériaux utilisés
L'art gaulois s'exprime essentiellement par le travail des métaux (bronze, fer et or). Les Gaulois savaient manipuler avec précision ces métaux, et étaient d'excellents orfèvres. Certaines créations ont pu aussi se faire sur de la céramique.

## Héritage culturel

### Transformations suite à la conquête romaine

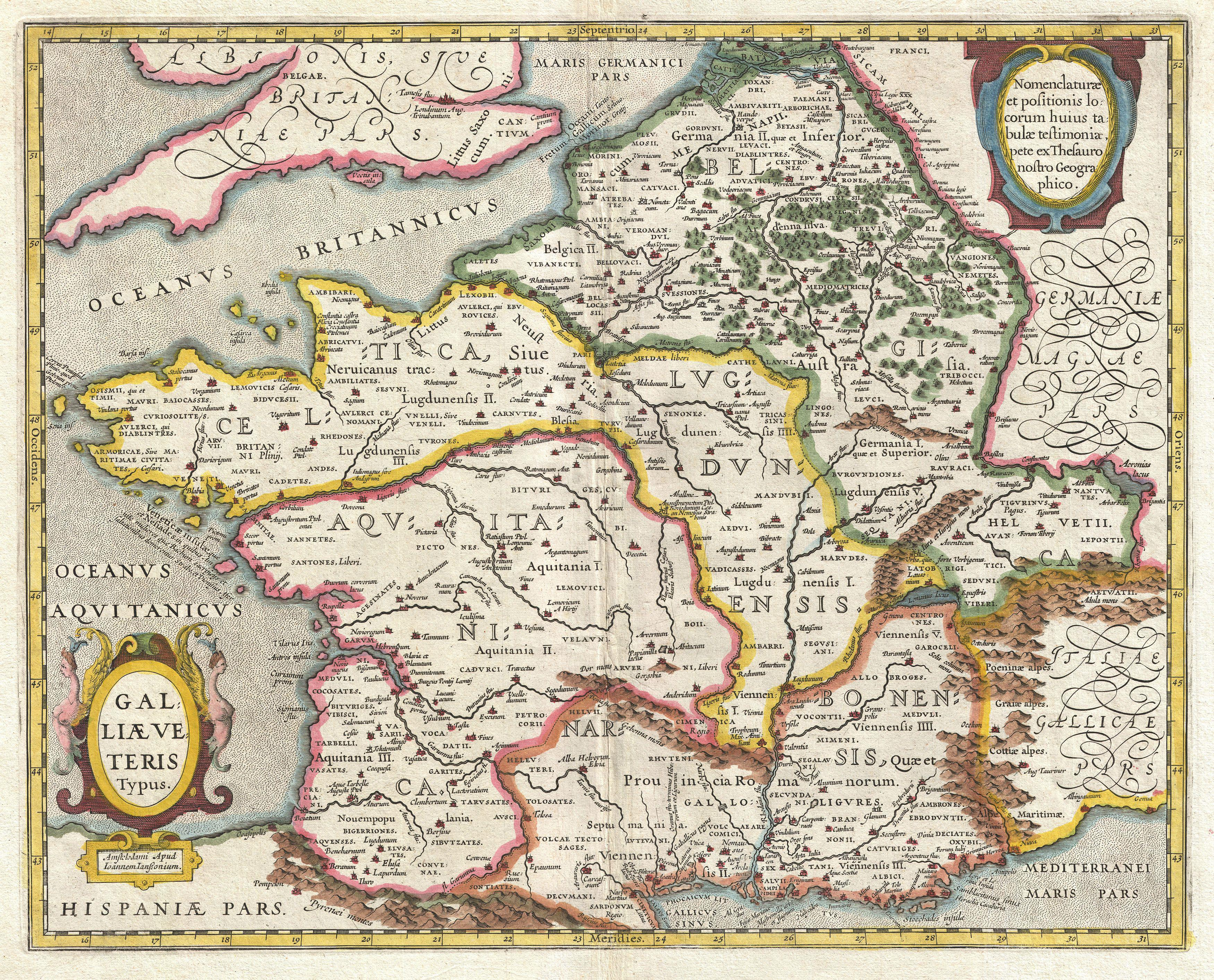
Les provinces de la Gaule romaine, carte réalisée par Jan Jansson en 1657

Les changements apportés par le conquérant ont longtemps éclipsé toute idée d'une permanence de certains traits : d'abord, le syncrétisme religieux romain et l'interdiction du druidisme entraînent assurément la disparition d'une religion celtique dont on peut deviner seulement quelques contours, grâce à l'archéologie, d'une part, et par comparaison avec quelques survivances romaines, d'autre part et surtout par la confrontation avec les sources littéraires insulaires (voir par exemple mythologie celtique irlandaise et littérature celtique galloise).
Les cadres du pouvoir — l'administration romaine —, l'économie, l'art, notamment monumental, et la culture littéraire latine, aussi, s'imposent, peut-être d'autant plus facilement que rien de préexistant ne peut les concurrencer.
Après la conquête romaine de la Gaule, achevée en -51, la romanisation est rapide chez les élites. On ignore cependant quelle est sa progression exacte et sa profondeur en ce qui concerne le peuple. Elle doit en tout cas demeurer inégale, voire limitée dans nombre de domaines ayant trait à la vie quotidienne, comme l'indiquent plusieurs exemples.
Le réemploi du site du sanctuaire celtique de Gournay-sur-Aronde, en Gaule Belgique, ou encore les ex-voto des sources de la Seine, montrent comme nombre d'autres lieux sacrés pour les Gaulois de la période de l'indépendance que les lieux de culte romains prolongèrent des usages anciens (voir nemeton).
L'abandon des oppida est un fait avéré dès la deuxième moitié du Ier siècle av. J.-C. À partir de ce moment, des villes romaines sortent de terre, soit à la place de l'oppidum gaulois, soit sur un espace plus large et adapté à une période de paix (exemple : le site archéologique d'Alba-la-Romaine).
Lorsqu'une certaine « barbarisation » de l'Empire a lieu au IIIe siècle, des traits de civilisation qui sont demeurés en vigueur depuis la période de l'indépendance s'introduisent à leur tour dans la culture impériale : le manteau gaulois qui donne son surnom à l'Empereur Caracalla n'a pu être remplacé par le mode de vie du conquérant romain. Dans nombre de domaines ayant trait à l'artisanat, où les Gaulois excellent, leurs inventions s'imposent : c'est le cas, notamment, du tonneau qui s'impose face à l'amphore plus fragile et de moindre contenance. La cotte de mailles est adoptée par les Romains dès les premiers siècles de la République, jugée plus pratique que les cuirasses grecques, tandis que le casque impérial gaulois est adopté par les légionnaires au Ier siècle av. J.-C., tout comme les braies ou les braies courtes pour les soldats d'Occident.
Une culture gallo-romaine s'installe. Si, dans leur mode de vie et leur économie, les Gaulois étaient demeurés attachés dans une certaine mesure aux traditions de leurs ancêtres, il n'en fut pas de même dans le domaine de la culture, et la romanisation du pays fut rapide, tout au moins dans les villes. Les dilectes locaux furent très vite supplantés par le latin, qui devint la langue officielle. Tout naturellement l'élite gallo-romaine parla le latin, qui devint la langue officielle.

### Impact dans l'Antiquité tardive
Certains traits caractéristiques de la Gaule antique perdurent après l'Empire romain.
Pierre Gastal, le spécialiste de la civilisation gauloise, commente Strabon : « À l'évidence, la nature celtique persistera longtemps dans notre tempérament français. Notre passion des grandes causes et des grands principes, que les Anglo-Saxons qualifient d'arrogance, la promptitude à s'enflammer aussi vite qu'à se décourager, la présomption et l'évasion devant les difficultés, la propension aux disputes et aux divisions stériles. Mais cette surprenante capacité de se ressaisir, de se rassembler quand la situation semble désespérée et que la survie est en jeu… Tout cela, les auteurs anciens en ont témoigné en leur temps, notamment Strabon qui rapporte le sens exacerbé de la justice et de la contestation des Gaulois : « Ils s'indignent toujours des injustices dont – à leur idée – leurs proches sont victimes. » (IV, 4, 2). Dans notre histoire nationale, le Français du XXIe siècle retrouve sans mal maints exemples de ces traits de caractère jusqu'à l'époque contemporaine ».
Lorsque l'administration impériale romaine s'efface, la Gaule se « germanise » lentement et partiellement. La présence de toponymes germaniques est d'abord attestée sur ses franges, due au repeuplement, souvent à but défensif et organisé assez tôt par Rome, de régions sinistrées par les crises et par les épidémies. De tels établissements durables de colons « barbares » (les lètes) ont d'ailleurs lieu dans l'Empire romain tout au long du IVe siècle et du Ve siècle. Ainsi des contingents francs sont installés en Belgique, des Alamans en Alsace et en Suisse, des Burgondes en Savoie.
La date symbolique de la disparition de l'Empire romain d'Occident en 476 et celle du baptême du roi des Francs Clovis, vers 496, ne marquent pas non plus, à cet égard, de rupture : ces événements ont lieu à une époque où Francs, Burgondes et Wisigoths ont fait « souche » et détiennent depuis longtemps déjà le monopole des affaires militaires.
Aussi, les familles de la noblesse gallo-romaine continuent longtemps à concentrer l'essentiel du véritable pouvoir politique dans les cités épiscopales : les « patrices », comme le Marseillais Mauronitus, ou les évêques, sont les véritables représentants des populations. Ainsi, la culture nouvelle qui se développe en Gaule, après la période impériale, est avant tout chrétienne, et à plusieurs égards augustinienne.
L'expansion chrétienne en Gaule, qui s'appuie initialement sur la diaspora juive, s'est en effet diffusée, par l'intermédiaire des commerçants et artisans d'Orient ainsi que des armées, dans les villes gauloises par les grands axes (vallées de la Loire, du Rhin, de la Seine) puis, à partir de l'édit de Milan en 313, dans les villages dont l'évangélisateur emblématique est Martin de Tours, Saint Martin étant également à l'origine de l'implantation du monachisme en Gaule. La Gaule compte six évêchés vers 250 (celui d'Arles, de Toulouse, de Narbonne, de Vienne, de Reims, et de Paris), 120 à la fin du IVe siècle, Clovis s'appuyant sur ce maillage épiscopal pour gagner l'appui des populations et du clergé gallo-romains lors de sa conquête de la Gaule.
Plus généralement, les permanences observables dans le cadre de vie de l'Antiquité tardive jusqu'au VIIe siècle sont nombreuses en Gaule : c'est surtout à partir du milieu du VIIe siècle, temps de crise, que les patronymes germaniques se multiplient au sein des élites, indiquant par là que le centre de gravité de l'Europe s'est déplacé vers le nord et que les équilibres du monde antique se sont rompus.
En définitive, si la culture latine classique recule, le latin continue à constituer la langue de la culture et surtout, celle exclusive de l'écrit (le premier document écrit en langue vernaculaire étant les serments de Strasbourg, datés de 842).
Aussi, l'usage des noms « Gaule » et « Gaulois » se conserve jusqu'à la fin de la période mérovingienne, du moins à l'écrit. Lentement, durant la période carolingienne, le nom de « Francie » (Francia, puis Francia occidentalis) se répand pour désigner la réalité politique majeure qu'est devenu le royaume des Francs (regnum francorum). Mais ce nom ne désigne qu'incidemment les territoires correspondant à l'ancienne Gaule romaine, désormais rattachés à un ensemble plus vaste.
C'est également la renaissance carolingienne qui pose les fondations d'une culture véritablement nouvelle. Cette « renaissance » veut pourtant, à l'origine, restaurer la culture romaine antique et impériale.